# Верх-Нейвинский
Верх-Не́йвинский — посёлок городского типа в Свердловской области России. Расположен на реке Нейве. Один из старейших населённых пунктов Урала: основан в 1662 году. Образует городской округ Верх-Нейвинский как единственный населённый пункт в составе округа.
Во времена Российской империи был селением-заводом, образуя с окрестными заводами Верх-Нейвинскую дачу заводов и являясь её центром. В административном порядке Верх-Нейвинский завод был волостным центром. В советское время Верх-Нейвинский — рабочий посёлок районного подчинения, центр Верх-Нейвинского поселкового совета.
Будучи сегодня одним из центров цветной металлургии, Верх-Нейвинский более четверти тысячелетия является очагом металлургического производства.
Верх-Нейвинский является многовековым центром старообрядчества. Староверческое население бежало сюда из Европейской России в XVIII веке.
День посёлка — день металлурга празднуется ежегодно в канун официального дня металлурга — третьего воскресенья июля.

## География

### Географическое положение
Верх-Нейвинский расположен в Северной Азии, на восточных склонах Среднего Урала, в верхнем течении реки Нейвы, на обоих её берегах. Примерно в 15 км к западу от посёлка пролегает условная граница между Европой и Азией. Верх-Нейвинский находится примерно на одной широте с Ригой, Иваново и Тюменью. Расстояние до Москвы: 1386 км.
Посёлок расположен в юго-западной части Свердловской области, северо-западнее областного центра — города Екатеринбурга. Входит в состав Екатеринбургской системы расселения, не входя при этом в состав Екатеринбургской агломерации. Верх-Нейвинский расположен южнее Нижнего Тагила — центра Горнозаводского управленческого округа, в состав которого входит посёлок.
С соседними городами: Новоуральском, Невьянском, Кировградом и Верхним Тагилом — имеет административно-хозяйственные и транспортные связи. Закрытый город Новоуральск является ближайшим населённым пунктом: Верх-Нейвинский граничит с ним на западе и образует Новоуральско-Верхнейвинскую промышленно-рекреационную зону. Расстояние между центрами населённых пунктов по прямой составляет 3 км, по дороге — 4 км.
С юга посёлок омывается водами Верх-Нейвинского пруда. С севера и востока окружён лесными массивами лесного фонда Верх-Нейвинского участка Верх-Нейвинского участкового лесничества ГУ СО «Невьянское лесничество».
Верх-Нейвинский является административным центром и единственным населённым пунктом городского округа Верх-Нейвинский.
Площадь посёлка — 9,541 км², что составляет 19 % от общей территории городского округа. Площадь городского округа: 49,26 км². Преимущественную долю земель ГО (вне населённого пункта) занимают земли лесного фонда общей площадью 36,82 км² (75 % площади ГО) Верх-Нейвинского участкового лесничества. Лесные кварталы 100—103, 107 имеют режим особо охраняемых природных территорий. Участок квартала 107 зарезервирован для организации природного парка «Озеро Таватуй». Незначительную часть территории округа занимают также земли промышленности, энергетики, транспорта и сельхозназначения общей площадью 2,39 км². Городской округ граничит с муниципальными образованиями: Кировградским городским округом (на севере), Невьянским городским округом (на востоке и юго-востоке), Новоуральским городским округом (на юге и западе).
Часть территории городского округа, лежащая к западу от прямой, соединяющей Верх-Нейвинский с Нейво-Рудянкой, исключая территорию самого посёлка Верх-Нейвинского, ввиду близости закрытого города Новоуральска является территорией с регламентированным посещением для иностранных граждан и лиц без гражданства, то есть на въезд на эту территорию необходимо специальное разрешение.

### Часовой пояс
Верх-Нейвинский, как и вся Свердловская область, находится в часовой зоне МСК+2. Смещение применяемого времени относительно UTC составляет +5:00.
В соответствии с применяемым временем и географической долготой средний солнечный полдень в Верх-Нейвинском наступает в 13:02.

### Климат
Климат Верх-Нейвинского континентальный. Зима холодная и продолжительная, лето умеренно-тёплое, сравнительно короткое, дождливое. Большое обилие осадков и мощный снеговой покров. Среднегодовая амплитуда температур: 32—33 °С. По данным метеостанции Невьянска в 25 км к северу от Верх-Нейвинска, средняя температура воздуха самого жаркого месяца: 16,7 °С, самого холодного месяца: −15,7 °С. Характерной особенностью климата является позднее прекращение весенних заморозков в воздухе и в почве и раннее начало осенних. В формировании климата зимой большую роль играет сибирский антициклон, а также циклоническая деятельность на арктическом фронте. Массы морского воздуха с Атлантического океана наиболее часты осенью и в первой половине зимы.
Верх-Нейвинский относится к I-B климатическому поясу. Среднегодовая температура воздуха: +0,7 °С. Средняя максимальная температура самого жаркого месяца: +22,4 °С, абсолютный температурный минимум: −47 °С.
| Показатель                        | Янв.  | Фев.  | Март | Апр. | Май  | Июнь | Июль | Авг. | Сен. | Окт. | Нояб. | Дек.  | Год  |
| --------------------------------- | ----- | ----- | ---- | ---- | ---- | ---- | ---- | ---- | ---- | ---- | ----- | ----- | ---- |
| Средний суточный максимум, °C     | −11,3 | −8,9  | −0,3 | 9,1  | 16,5 | 21,7 | 23,7 | 20,7 | 14,2 | 4,9  | −3,5  | −8,5  | 6,5  |
| Средняя температура, °C           | −14,9 | −13,2 | −5,2 | 3,9  | 10,4 | 15,7 | 18,2 | 15,3 | 9,7  | 1,6  | −6,7  | −11,9 | 1,9  |
| Средний суточный минимум, °C      | −18,5 | −17,5 | −10  | −1,3 | 4,4  | 9,8  | 12,8 | 10,0 | 5,2  | −1,6 | −9,9  | −15,2 | −2,7 |
| Норма осадков, мм                 | 28    | 21    | 20   | 33   | 46   | 70   | 93   | 75   | 59   | 47   | 38    | 30    | 560  |
| Источник: Климат: Верх-Нейвинский |       |       |      |      |      |      |      |      |      |      |       |       |      |

Атмосферных осадков выпадает от 260 до 605 мм в год. Среднегодовая многолетняя сумма осадков: 426 мм (на апрель — октябрь приходится 77 %, на ноябрь — март — 23 %). Средняя относительная влажность воздуха: 74 %. 19 % в году составляют ясные дни, пасмурные — 29 %, дни с выпадением осадков — 44 %, с переменной облачностью — 8 %. В среднем число дней с туманами за год — 8. Суммарная продолжительность туманов — в среднем 96 часов ежегодно.
Мощность снежного покрова колеблется от 15 до 100 см. В среднем устойчивый снежный покров образуется 10—15 ноября и держится обычно 164 дня в год. Начало осенних заморозков приходится на первую половину сентября, реже — на конец августа. Средняя многолетняя глубина промерзания грунта: 150—220 см.
Среднее атмосферное давление за год — 736,5 мм рт. ст.
Преобладает западное и юго-западное направление ветра. Менее распространён ветер с востока.

### Гидрография
Главная водная артерия Верх-Нейвинского — река Нейва, принадлежащая к Обскому речному бассейну. Река берёт начало близ села Тарасково, западнее озера Таватуй. Длина реки — 294 км, ширина — 3—10 м, глубина — 0,3—1,3 м, скорость течения — 0,3—0,5 м/с, площадь водосбора — 5600 км² (85—90 % площади расположено в пределах посёлка). Дно реки песчано-галечное, на плёсах илистое, пойма широкая, поросшая кустарником и частично залесенная, местами заболоченная. Питание реки смешанное, за счёт подземных вод и поверхностного стока вод весеннего снеготаяния и летне-осенних осадков.
Река Нейва зарегулирована: в районе Верх-Нейвинского на ней образованы два пруда:
- Верх-Нейвинский пруд — водохранилище озёрно-руслового типа длиной 10 км и шириной до 3,5 км, построенное в 1762 г. в результате строительства на р. Нейве плотины Верх-Нейвинского железоделательного и чугуноплавительного завода (в 18,5 км от истока) и осуществляющее многолетнее регулирование стока;
- Малый (Нижний) пруд — водохранилище, построенное в 1770 году в результате строительства плотины Нижне-Верх-Нейвинского завода, реконструирован в 1999 году, последний капитальный ремонт — в 2005 году.

Реки-притоки Нейвы в районе Верх-Нейвинска (от верхнего к нижнему течению):
- Вторая — правый приток, расположенный юго-восточнее Верх-Нейвинска, в лесистой местности, впадает в Верх-Нейвинский пруд (фактически приток Первой);
- Первая — правый приток, впадающий в Верх-Нейвинский пруд на юго-востоке посёлка;
- Кедровка — ручей, впадающий в Верх-Нейвинский пруд, фактически является притоком Первой;
- Акулинка — левый приток, в районе вокзала впадает в Верх-Нейвинский пруд (фактически приток Бунарки);
- Бунарка — левый приток, на юго-западе посёлка впадает в Верх-Нейвинский пруд;
- Лобачёвка — правый приток, протекающий в северной части посёлка.

На территории посёлка, в районе Берёзовой улицы, расположены три котловины, заполненные водой, которые запружены на почти пересохшей на сегодня малой реке Летник, протекавшей с межгорья Сухой и Берёзовой гор и впадавшей в Нейву.
К северу от посёлка в границах городского округа расположен также Глухой пруд, по-видимому, на месте ранее располагавшегося здесь Глухого озера. Из него вытекает река Исток — правый приток Нейвы, впадающий в Рудянский пруд, расположенный к северо-западу от Верх-Нейвинского. Северную часть городского округа занимает болотистая местность, которая ранее могла быть большим озером. На северо-востоке городского округа протекает ручей без названия, впадающий в озеро Красилово, а на юго-западе округа протекают несколько ручьёв, впадающих в озеро Белоусово. Сами эти озёра расположены за пределами округа.

### Грунты и почвенные ресурсы
Земли Верх-Нейвинского согласно классификации В. И. Прокаева (1976 г.) входят в состав одного из четырнадцати тектогенных геокомплексов Уральской равнинно-горной страны — Южного округа низких предгорий края восточных предгорий Урала. Ему соответствует ландшафтный геокомплекс — Лялинско-Уфалейский макрорайон низких предгорий Исетско-Северососьвинской провинции восточных предгорий таёжной области Урала. Расположение геокомплекса в барьерной тени от горной полосы определяет климатические условия, обуславливающие преобладание в районе посёлка сосновых лесов с возрастанием роли ельников. На местах вырубок также широко развиты вторичные лиственные, в основном берёзовые леса. Под данными типами лесов почвы относятся к среднемощным оподзоленным и дерновослабоподзолистым. Во влажных почвах происходит процесс огленения. Широко распространены болотные низинные торфяно-глеевые почвы.

### Геология и рельеф
В физико-географическом плане территория Верх-Нейвинского относится к Среднему Уралу. Посёлок расположен на восточном склоне Уральских гор, в пределах выровненного останцово-увалистого рельефа.
Территория Верх-Нейвинского относится к Тагильской геотектонической мегазоне, сложенной преимущественно вулканогенно-осадочными толщами от силура до нижнего карбона и представленной глинистыми сланцами, диабазами, порфиритами, известняками, песчаниками, сланцами, туфитами. Большую роль в строении зоны играют интрузивные горные породы разного состава.
Согласно схеме геоморфологического районирования А. П. Сигова посёлок расположен в зоне кряжа остаточных гор Восточного склона Урала, район которых совпадает с увалистой полосой, характеризующейся наличием почти меридионально вытянутых гряд, холмов и увалов, с выпуклыми пологими склонами, покрытыми элювиально-делювиальными образованиями, и сильно сглаженными вершинами.
В окрестностях посёлка расположена слаборасчленённая, полого-увалистая, участками заболоченная равнина с возвышенными выходами останцового мелкосопочника, на вершинах и по склонам которого располагаются скальные выходы горных пород (гора Попов Остров).  Вблизи посёлка находятся также заросшие лесом вершины Хазовая (на ней  расположено СНТ «Заречное») и др.
Рельеф городского округа является переходным от горно-холмистого, с абсолютными отметками до 550 м (горная цепь — водораздел рек Тагил и Нейва), к равнинно-увалистому, с отметками до 330 м (переход к Западно-Сибирской равнине). Перепад высот рельефа в посёлке — более 60 м (отм. 318 м — 256 м). Отметка самого высокого холма — 339,4 м. В основном на территории посёлка рельеф увалистый, с округлыми вершинами холмов. Восточнее посёлка рельеф представлен возвышенностями с более крутыми уклонами. Возвышенности относятся к Верх-Исетскому гранитоидному массиву вблизи его контакта с эффузивно-осадочными и метаморфическими породами палеозоя. Верх-Исетский массив практически лишён гнейсовых фаций, состоит преимущественно из гранодиоритов, лейкократовых гранитов и кварцевых диоритов. Граниты в верхней части сильно выветрелые до дресвяного и суспечаного элювия. Кровля скальных образований неровная, образует выступы и карманы выветривания. На вершинах возвышенностей и склонах практически повсеместно располагаются коренные выходы и глыбовый элювий палеозойских пород. Коренные породы перекрыты рыхлыми мезокайнозойскими отложениями элювиально-делювиального, аллювиального и озёрно-болотного генезиса. В рельефе массиву гранитоидов отвечают плоские интенсивно заболоченные пространства, под слоем торфяных отложений, отмечается глинистый горизонт, непосредственно под которым вскрываются дресва и щебень гранитоидов. В районе складчатого Урала широко развит карст. В районе посёлка преобладают породы карбонатного карста: известняки и доломиты. Древнейшая из известных на Урале эпох карстования относится к палеозойской эре. Юрский и меловой периоды развития территории характеризуются «мёртвым карстом», с полостями в виде кварцевых галечников, песков, каолиновых глин. В эпоху плиоцена развитие карста было обусловлено новым поднятием территории и изменением речной сети. Древний карст связан с залежами полезных ископаемых на территории городского округа: пушкинит, никелевые силикатные руды, хромит, золото и др. Территория Верх-Нейвинского относится к Западно-Уральской карстовой провинции. В пределах городского округа карстовые проявления носят немасштабный (локальный) характер. Процесс карстообразования стабилизировавшийся.
Линия Главного Уральского водораздела, которой в этой местности выделяется Средне-Уральская группа бассейнов регионального стока, приуроченная к крупным осевым хребтам, от которых подземный сток разнонаправлен к базисам дренажа (река Чусовая бассейна Волги — на западе, река Исеть бассейна Оби — на востоке), пролегает западнее посёлка, территория которого полностью относится к восточному базису дренирования в р. Исеть. Направления поверхностных и подземных стоков в этом районе практически совпадают.

### Флора и фауна

#### Растительность
Верх-Нейвинский расположен в подзоне южной тайги горной таёжной зоны восточных предгорий Урала. Растительность — южно-таёжные сосновые леса с елью в сочетании с сосновыми заболоченными лесами и болотами, а также вторичные берёзовые и сосново-берёзовые леса. Значительную площадь городского округа занимает болотная и пойменная растительность: кустарниково-сфагновые мочажинные верховые болота, кустарниково-травянистые сфагновые и травянисто-сфагновые болота. Согласно лесорастительному районированию территория вокруг посёлка относится к Южно-таёжному округу Зауральской холмисто-предгорной провинции Западно-Сибирской равнинной области.
В долинах рек, болот и ручьёв преобладают сосновые леса. В настоящее время в результате антропогенного воздействия ввиду хозяйственной деятельности (рубки, лесные пожары, распашки, пастьба скота и пр.), а также из-за ослабленной лесовосстановительной способности хвойных пород происходит их смена на менее ценные — лиственные — менее ценные породы.
Растения, встречающиеся в подлеске: лиственница, липа, рябина, ольха, шиповник, можжевельник, ракитник. Развита травянистая растительность: вейник лесной, костяника, скерды сибирской земляники, мелкое разнотравье, редкие пятна зелёных мхов. Широко распространены дикорастующие ягоды и грибы.

#### Животный мир
Многообразие ландшафтных комплексов определяет многочисленность видов животных, однако наблюдается малочислененность самих особей. На территории Верх-Нейвинского охотничьего хозяйства общей площадью 655 км², в границах которого расположены леса городского округа, обитают следующие животные, отнесённые к охотничьим ресурсам:
- Млекопитающие: заяц-беляк, белка, сибирская косуля, лесная куница, горностай, кабан, лисица, лось, колонок, рысь, бурый медведь, норка, енотовидная собака, ондатра, бобр обыкновенный, барсук, выдра речная (последняя является видом III категории, внесённым в Красную книгу Свердловской области);
- Птицы: кулики, тетерев, рябчик, вальдшнеп, утка.

На территории Верх-Нейвинского охотхозяйства отсутствуют охотничьи заказники.

#### Ихтиофауна
В реке Нейве обитает рыба: сиг, лещ, щука, налим, язь, окунь, плотва, карась, гольян, обыкновенный ёрш и др.
Ценные виды рыб: европейский хариус, нельма, таймень.
Нейва является нерестовой рекой. В Верх-Нейвинский пруд ценные виды рыб обычно не заходят. Крупные нерестилища расположены в устье Нейвы (в районе залива Нейвица) и Мурзинки — левого притока (в районе залива Верёвкина Угла), у Ельничного острова. Нагул молодых и взрослых особей происходит в прибрежной зоне Верх-Нейвинского пруда (преимущественно на правому берегу) и в районе островов. На зимовку рыба собирается в более глубоких участках водоёма.

## Административно-политическое устройство

### Территориальное подчинение

Городской округ Верх-Нейвинский на карте Свердловской области

В рамках административно-территориального устройства Свердловской области, пгт Верх-Нейвинский входит в состав Невьянского района.
В рамках муниципального устройства области, Верх-Нейвинский образует муниципальное образование «городской округ Верх-Нейвинский».
В составе данных территориальных единиц Верх-Нейвинский входит в состав Горнозаводского управленческого округа Свердловской области.

### Местное самоуправление
Структуру органов местного самоуправления городского округа составляют:
- Дума городского округа Верх-Нейвинский — представительный орган муниципального образования, наделённый собственными полномочиями по решению вопросов местного значения городского округа, состоит из 10 депутатов, избираемых на муниципальных выборах на основе всеобщего равного и прямого избирательного права при тайном голосовании по двум пятимандатным округам сроком на 5 лет.
- Глава городского округа Верх-Нейвинский — высшее должностное лицо ГО, избирается Думой ГО из числа кандидатов на 5 лет. В настоящее время должность занимает Елена Сергеевна Плохих.
- Администрация городского округа Верх-Нейвинский — исполнительно-распорядительный орган местного самоуправления, возглавляемый Главой Администрации ГО и наделённый полномочиями по решению вопросов местного значения и по осуществлению отдельных государственных полномочий, переданных органам местного самоуправления федеральными и областными законами. В настоящее время должность Главы Администрации ГО занимает Алексей Вадэльевич Самофеев.
- Счётная палата городского округа Верх-Нейвинский — контрольный, постоянно действующий орган местного самоуправления, осуществляющий внешний муниципальный финансовый контроль. Формируется Думой ГО. Возглавляется Председателем Счётной палаты ГО.

Здание Администрации ГО, в котором также находятся и другие органы местного самоуправления, расположено в центре посёлка, по адресу: пл. Революции, 3.

### Главы Верх-Нейвинского
| Фамилия Имя Отчество            | Должность                                                    | Период руководства             |
| ------------------------------- | ------------------------------------------------------------ | ------------------------------ |
| Порошин Василий Парфёнович      | Председатель Совета рабочих и солдатских депутатов           | Сентябрь 1917 — 15 марта 1918  |
| Тююшев Филипп Григорьевич       | Председатель Совета рабочих и солдатских депутатов           | 15 марта 1918 — 24 июня 1918   |
| Басков Михаил Михайлович        | Председатель Совета рабочих и солдатских депутатов           | 24 июня 1918 — 8 августа 1918  |
| Евдокимов Александр Васильевич  | Председатель ревкома                                         | 15 июля 1919 — 8 сентября 1919 |
| Евдокимов Александр Васильевич  | Председатель исполкома волостного Совета                     | 8 сентября 1919 — ?            |
| Калиничев Поликарп Евстигнеевич | Председатель исполкома поселкового Совета народных депутатов | 1957 — 1959                    |
| Вашляева Нина Васильевна        | Председатель исполкома поселкового Совета народных депутатов | 1973 — 1987                    |
| Орлов Лев Львович               | Глава МО «посёлок Верх-Нейвинский»                           | 1996 — апрель 2000             |
| Бабенко Григорий Игнатьевич     | Глава МО «посёлок Верх-Нейвинский»                           | Апрель 2000 — апрель 2004      |
| Сухарев Николай Михайлович      | Глава городского округа                                      | Апрель 2004 — март 2008        |
| Коптелин Алексей Михайлович     | Председатель Думы городского округа                          | Март 2008 — март 2012          |
| Плохих Елена Сергеевна          | Глава городского округа                                      | С 19 марта 2012 года           |
| Щекалев Николай Николаевич      | Глава городского округа                                      | С 17 декабря 2021 года         |

## Официальная символика
Официальными символами городского округа Верх-Нейвинский являются герб и флаг. Утверждены решением Собрания Депутатов МО «посёлок Верх-Нейвинский» от 29.09.2005 № 61/09.

### Герб
Описание герба:

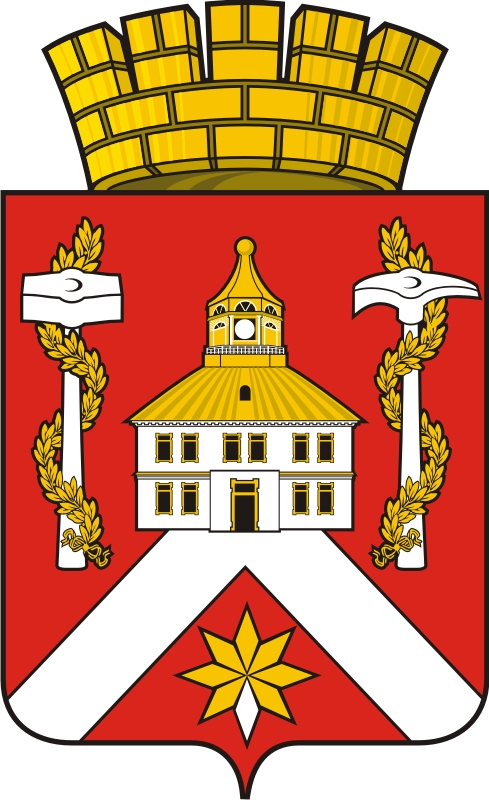
Герб Верх-Нейвинского

«В червленом поле серебряное узкое пониженное стропило, сопровождаемое внизу золотой восьмилучевой звездой нижний луч которой серебряный. Поверх всего в почетном месте серебряное круглое двухэтажное здание под золотой конической крышей, увенчанной восьмигранной башенкой, имеющей на вершине кровли шар, а в центральном окне серебряный диск, окна и двери здания черные с золотыми наличниками. По сторонам здание сопровождают серебряные, положенные в столб и увитые золотой лавровой ветвью молот и кирка».

### Флаг

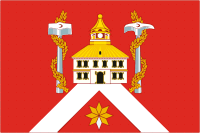
Флаг Верх-Нейвинского

Описание флага: «Прямоугольное полотнище красного цвета с соотношением сторон 2:3, по центру которого помещено изображение фигур городского герба (стропило, здание, звезда и увитые лавром молот и кирка), выполненные белым, жёлтым и чёрным цветами. Оборотная сторона зеркально воспроизводит лицевую».
На балконе второго этажа здания Администрации ГО установлен Флаг Верх-Нейвинска вместе с российским триколором.

## Топонимия

### Этимология
Посёлок Верх-Нейвинский получил своё название от ранее действующего Верх-Нейвинского железодательного завода, который, в свою очередь, был назван по своему географическому положению: верховье реки Нейвы. Существует три версии происхождения гидронима Нейва.
Первая версия гласит: «Нейва» — изменённый русский вариант старого названия обско-угорского происхождения «Не́вья»: от хант. «нөвы» или «нэви» — «белый», «чистый», от манс. «я̄» — «река», «вода», то есть Невья — чистая река.
Согласно другой версии название «Нейва» предшествует «Невье»: первичный гидроним происходит от слов зырянского языка: «ниа» — «лиственница» и «ва» — «вода», то есть Нейва — река, протекающая в лесу лиственницы.
Согласно третьей версии название реки дано промышленником Никитой Демидовым созвучно реке Неве.
Называлось ли поселение до основания Прокофием Демидовым завода Верх-Нейвинским, достоверно неизвестно, однако на карте конца XVII века Семёном Ремезовым выше озера Таватуй по течению Нейвы нанесено поселение Афетково. Со времён основания завода (1762 год) и вплоть до получения населённым пунктом статуса посёлка городского типа (1928 год) поселение именовалось Верх-Нейвинским заводом.
В справочнике «Адрес-календарь и памятная книжка Пермской губернии на 1913 год» среди населённых мест обозначен как селение Верхъ-Нейвинское.

### Орфографические особенности названия
Официальное наименование посёлка — Верх-Нейвинский — пишется через дефис как сложное географическое название, состоящее из двух частей и начинающееся на верх-.
Часто Верх-Нейвинский называют более кратко — Верх-Нейвинск. Многие горнозаводские поселения Урала в XX в. были преобразованы в города и изменили заводское название в форме субстантивированного прилагательного на соответствующее ему наименование в форме существительного: Невьянский завод — на Невьянск (1919 г.), Кушвинский завод — на Кушву (1926 г.). Верх-Нейвинский был наделён статусом рабочего посёлка и сохранил название заводского поселения, однако отныне слово «завод» в наименовании не употребляется. Если бы заводской посёлок так же, как и другие заводы, получил статус города, то за ним могло юридически закрепиться название Верх-Нейвинск.
Железнодорожная станция с момента основания в конце XIX века называется Верх-Нейвинск. Планируемое название станции было Верх-Нейвинская, однако когда его стали наносить на схемы для утверждения, оно выглядело длинным. Была сделана запись «ст. Верх-Нейвинск.», где точка показывала сокращение. Такое название и было утверждено в качестве официального.

### Уникальность названия
В целом название Верх-Нейвинский (или Верх-Нейвинск) уникально и характерно для данной местности. Соответствующее название имеет сам посёлок, а также связанные с ним географические или иные объекты: городской округ, пруд, железнодорожная станция, лесничество и др. Единственное на сегодня географическое название, которое можно встретить далеко за пределами посёлка, — Верхнейвинская улица в селе Петрокаменском Пригородном районе Свердловской области, в 58 км к северо-востоку от посёлка. Также Верх-Нейвинской ранее называлась улица Толмачёва в Невьянске.
Многие ошибочно называют Верх-Нейвинском соседний город-ЗАТО Новоуральск. Город строился западнее посёлка и станции Верх-Нейвинск и до 1954 года не имел собственного названия, именовался как Верх-Нейвинск, отд. № 2, П/Я № 16 и др.
17 марта 1954 года населённый пункт Указом Президиума Верховного Совета РСФСР получил статус города и название Ново-Уральск, однако попал под гриф секретности как закрытый город и за ним закрепилось кодовое название Свердловск-44. В народе город именовался Верх-Нейвинском по названию близлежащих посёлка и станции. В топографических картах в советское время Свердловск-44 и Верх-Нейвинский были нанесены на карты как единый населённый пункт с названием последнего. После распада СССР закрытые города рассекретились и встал вопрос о названии города. По итогам местного референдума, 76 % населения города высказались за Верх-Нейвинск, но Постановлением Правительства РФ закрытым городам возвращались первоначальные названия: в 1994 году городу присвоено название Новоуральск.

## История

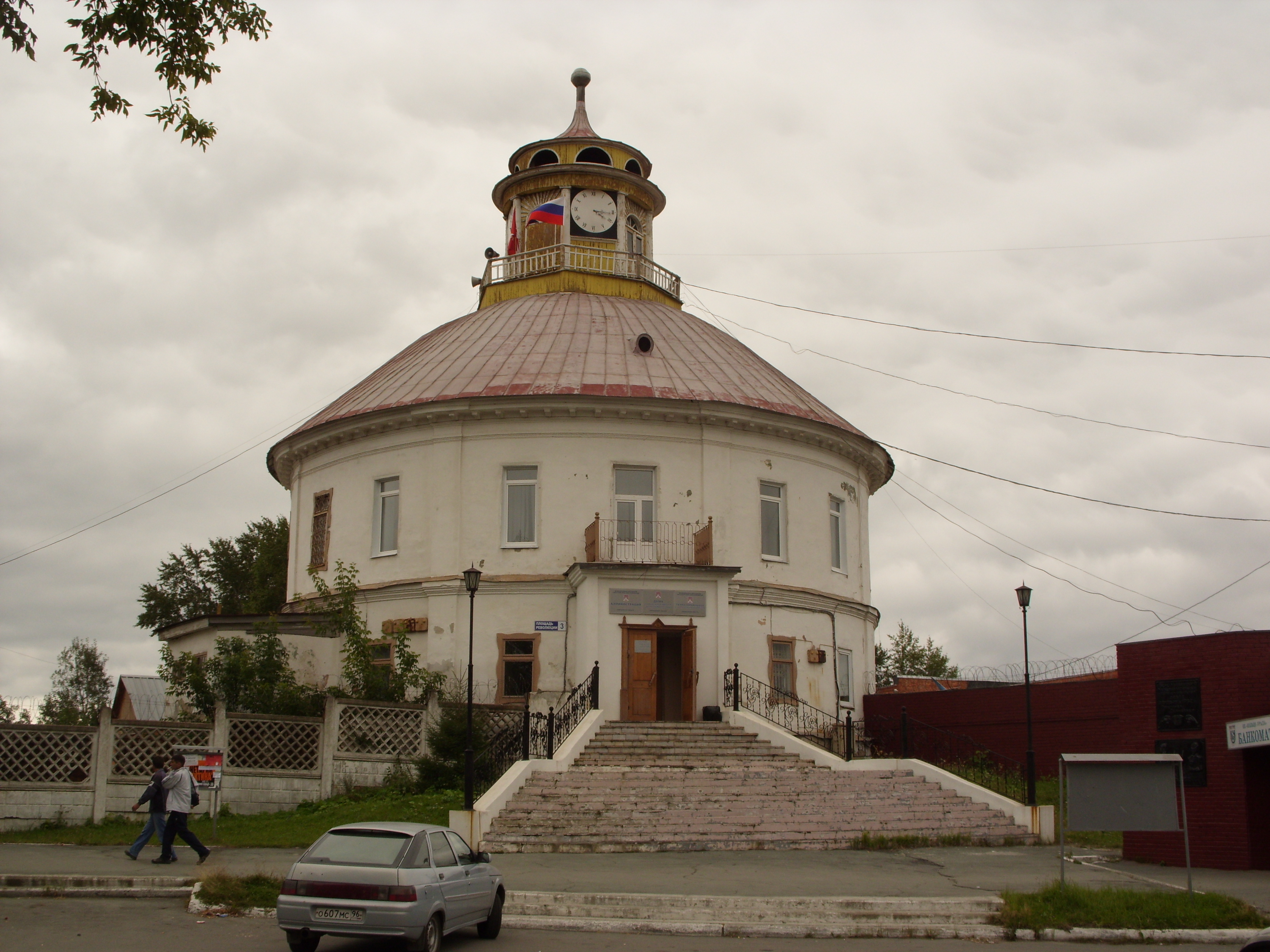
Здание Администрации

Поселение на месте нынешнего Верх-Нейвинского появилось в 1662 году. Верх-Нейвинский чугуноплавильный и железоделательный завод был запущен в 1762 году (по другим данным, в 1772 году).

### Предыстория
В районе Верх-Нейвинска и его окрестностей обнаружено святилище сер. 3-го — нач. 2-го тысячелетий до н. э. Во 2-м тысячелетии до н. э. произошёл переход от эпохи камня к эпохе металла, и люди стали селиться в верховьях Нейвы и Тагила. Часть угорских племён мигрировала сюда с территории Поволжья и Предуралья. Об этом свидетельствует мансийская топонимия в данной местности: Нейва, Таватуй, Бунар и т. д.

### Освоение края русскими
После присоединения к Московскому государству в конце XV века земель Северного Урала и Южного Урала в XVI веке территория восточных склонов Среднего Урала ещё остаётся не освоенной русскими. Походы русских первопроходцев осуществлялись водным путём (по рекам бассейна Волги: Кама, Чусовая, Белая), и восточные склоны Среднего Урала, а именно его центральные районы, оставались «отрезанными» от покорённых земель. Лишь в конце XVI века русским стал известен новый трансуральский путь. Казачий отряд Ермака, который первым проник в бассейн Оби, прошёл севернее Верх-Нейвинска, через реки Серебрянка и Тагил в районы Зауралья и Западной Сибири.
В сентябре 1628 года кузнец Богдан Колмогор обнаружил в Верхотурском уезде, в семи верстах от Нейвинского острожка, болотную железную руду. Боярский сын Иван Шульгин обследовал находку кузнеца и нашёл другие месторождения, в том числе на реках Нейва и Тагил, где создал небольшое производство, а также построил первый на Урале Ницинский завод.
Екатеринбургский краевед Н. К. Чупин в своём справочнике «Географический и статистический словарь Пермской губернии» пишет: 

«В октябре 1645 года производилось размежевание Верхотурского уезда с соседним Туринским по случаю земельных споров, то было обнаружено много поселений своевольных, и по сказам старожилов, они жили тут давно (24, 19 и 14 годов ранее) и де в верховьях реки Невья ещё довольно шатёр и копанцев разных народов есть»
Одними из первых русских поселенцев этого края были старообрядцы, бежавшие сюда из центральных районов Русского царства.

### Возникновение поселения
На момент основания верх-нейвинские земли входили в состав Верхотурского уезда Тобольского разряда Русского царства. Управление территориями Урала и Сибири в то время осуществлялось уже Сибирским приказом.
«Возникновение посёлка Верх-Нейвинск связано с металлургическим производством и относится к 1662 году. Производство железа в районе Верх-Нейвинска началось, по словам историка Н. К. Чупина, задолго до существования тут заводов. Уже в первой половине XVII века здесь имели место железные крестьянские промыслы. Во второй половине XVII века железное производство в этом районе значительно расширилось». Первые жители на территории посёлка поселились на Слюденной горе. Они занимались охотой, земледелием и изготовлением железа с помощью обжига руды. Историк М. Н. Мартынов в своей работе «Горнозаводская промышленность Урала при Петре I» пишет, что в 1660-х годах в верховьях реки Нейва были небольшие заводы у мужиков.
В 1669 году Д. Тумашов сообщил царю Алексею Михайловичу, что «обыскал железную руду в Верхотурском уезде выше Красного поля над Невью-рекой на пустом месте… и завод заведён к железному плавлению и ныне у меня… к тому железному делу кузнецы и работные люди заняты…». Завод Тумашова был небольшим: двор, изба, около неё «домница рублена, а в ней три горна», кузница с двумя горнами и наковальнями. Работали на заводе 15-17 вольнонаёмных, выплавляли около 900 пудов кричного железа в год. В том же году Тумашов просил верхотурского воеводу «прибрать поселения при заводе крестьян на денежный оброк и казну», а для безопасности от нападения башкир поставить при заводе острог, что было дозволено сделать. Долго ли просуществовал завод, неизвестно, но, по-видимому, он ещё стоял в 1680-х годах.

### XVIII век
В первой половине XVIII века здесь добывали руду для Невьянского железодательного завода. Это подтвердила перепись раскольников в 1742 году, проведённая капитаном Шевцовым:

«…живущие раскольники ниже озера Таватуй по истоку из оного на Слюдяной горе — явилось мужка 19, женска 16 рудокопы Невьянского Демидова завода»

#### Основание Верх-Нейвинского завода
В 1725 году бывший тульский кузнец Никита Демидов в рапорте на имя начальника Уральских горных заводов просил разрешения добывать железную руду в верховье Нейвы. Демидовский приказчик Григорий Махотин в 1759 году предложил окончательное место для строительства завода и плотины на реке: между Трубной, Сухой и Минихиной горами. По указу Его Императорского Величества Петра IІІ Берг-коллегии дворянину Прокофию Акинфиевичу Демидову в Сибирской губернии на Нейве-реке у Пристолова мысу железовододействующий завод было дозволено построить. Дата подписания Указа — 3 апреля 1762 года — считается днём основания Верх-Нейвинского железоделательного завода. В том же году здесь выплавлен первый чугун и ковано первое железо.
В 1762—1764 годах Демидовым ведётся строительство Верх-Нейвинского завода. Для работ Демидов перевёл 800 человек с Невьянского, Верхнетагильского, Шуралинского, Шайтанского и Быньговского заводов, Тарасково, Ломовского рудника, Черношишима. В 1767 году Верх-Нейвинский завод дал первое производственное железо. Параллельно строилась земляная плотина на реке Нейве, одна из самых больших на Урале: 960 метров в длину, 85,3 м в ширину по низу и 38,4 м по верху, 8,5 м в высоту, с объёмом насыпи 530 тыс. кубометров. После перекрытия реки вода поднялась до высоты плотины и соединилась с озером Таватуй, образовав громадный пруд, один из первых в России по площади и водоизмещению. Главными исполнителями постройки плотины и завода были крепостные мастеровые с Демидовских заводов. Одновременно со строительством завода и плотины поднимались дома для «жития собственных заводосодержателя мастеровых».
К концу XVIII века к заводу было приписано 189 065 десятин земли и 119 242 десятины леса. Руду добывали в Староборском, Черношишимском, Ульяновском и Сухом рудниках.

#### Верх-Нейвинская дача
20 января 1768 года Демидов продал за 800 тыс. руб. Верх-Нейвинский, Невьянский, Быньговский, Шуралинский, Верхнетагильский и Шайтанский заводы Савве Яковлеву (Собакину), во время которого Верх-Нейвинский завод достиг определённого расцвета. Листовое и шинное железо изготовлялось исключительного качества и вывозилось в Великобританию и США. Одновременно со строительством железоделательного завода и плотины (к 1795 году на заводе работало 1017 мужчин и 984 женщины) отводились земли-участки под постройку жилых домов: для рабочих — в левобережной части посёлка (Зарека), мастеровым и служащим — на возвышенности (по дороге в Невьянск — на Зимняке), пришлым людям — на горе Слудной, старообрядцам — в районе Алексеевской. Лес для домов рубили на месте постройки. Дома принадлежали заводу.
С 1770-х годов Верх-Нейвинский завод образует Верх-Нейвинскую дачу. В неё также входили связанные единым производством заводы: Нейво-Рудянский (с вспомогательными Нижне-Рудянским и Молебским), Шуралинский, Верхнетагильский (с вспомогательным Вогульским, Шайтанским и Калатинским), а также деревни: Кунара, Федьковка, Тарасково, Пальники и Воробьи.
27 января 1781 года Верх-Нейвинск вошёл в состав Верхотурского уезда Екатеринбургской области Пермского наместничества, а 12 декабря 1796 года — в состав Екатеринбургского уезда Пермской губернии.
После смерти С. Яковлева в 1784 году заводы поделили трое его сыновей, а внук, гвардии корнет, Алексей Яковлев стал владельцем Верх-Нейвинского, Верх-Исетского, Режевского, Верхнетагильского, Шуралинского и Саргинского заводов.
В 1796 году на Нейве, верстой ниже Верх-Нейвинского завода по течению реки, Яковлевым основан вспомогательный Нижне-Нейвинский завод.

### XIX век
В 1803 году был запущен Нижне-Нейвинский завод. Новое предприятие вырабатывало глянцевое железо марки «А. Я. Сибирь».
В 1813 году тринадцатилетняя девочка Катя Богданова нашла в окрестностях посёлка, на речке Мельковке, полукилограммовый камень-«руду». Отец девочки и рабочие завода признали в необычном камне золото. К следующему утру весть о находке разошлась по всему посёлку и дошла до заводоуправленца Ивана Полузадова. Он испугался, что весть о находке может дойти до Петурбурга и завод могут забрать в государственные руки, и приказал её высечь, чтобы не болтала о самородке. Как выяснилось, Катя открыла первую в России золото-платиновую россыпь. Во время посещения Урала Александром Гумбольдтом «первооткрывательница» была представлена знаменитому учёному.
В Верх-Нейвинске началась «золотая лихорадка». Около посёлка открываются 45 приисков, на которых было задействовано 2000 рабочих.

#### Развитие заводского посёлка
В 1847 году открывается школа. Также в 1840-х гг. построенная примерно на 2 десятилетия ранее старообрядческая часовня преобразована в единоверческую церковь. 1 февраля 1848 года храм освящён во имя Воскресения Христова. При церкви в 1849 году открывается церковно-приходская школа.
После смерти в 1849 году Алексея Яковлева заводы Верх-Исетского горного округа, в том числе Верх-Нейвинский, переходят во владение его дочери — графини Надежды Алексеевны Стенбок-Фермор.
9 мая 1863 года на месте нынешнего ЦДО открывается Никольская единоверческая церковь.
С 1873 года Верх-Нейвинский завод стал только железоделательным. В 1874—1878 годах в связи со строительством Уральской горнозаводской железной дороги открывается железнодорожная станция Верх-Нейвинск, строится деревянный вокзал и сохранившаяся до сегодняшнего дня водонапорная башня. Проходит первый поезд от Перми до Екатеринбурга.
В 1880-х годах занятость на заводе снижается. В посёлке развивается кустарный промысел: изготовление посуды, чайников, подносов, вёдер, умывальников, сапожное дело, портяное производство и др. Братья Деевы — изготовители красочных и прочных железных подносов — в 1874 году получили премию в размере 100 рублей на Нижегородской ярмарке.
Нижне-Верх-Нейвинский завод в 1890-е годы был слит с Верх-Нейвинским, превратившись в один из его цехов.
24 января 1890 года в окрестностях посёлка археологи обнаружили старейшую в мире деревянную скульптуру — Шигирский идол. Его возраст согласно радиоуглеродному анализу составил примерно 11 тыс. лет.
В 1894 году в Верх-Нейвинске было основано общество потребителей, оборот которого составлял до 100 тыс. руб. в год.
В 1897 году управление железной дороги временно уступило местному обществу посёлка здание, построенное под обменное паровозное депо. В этом здании был организован народный театр на 300 мест. При народном театре был разбит сад. Гора Трубная и лощина были разбиты на правильные квадраты со скамейками и беседками. В летнее время здесь устраивали народные гуляния. Сегодня здание используется под ПТПВ ст. Верх-Нейвинск.
В 1898 году правление завода организовало пожарную команду из заводских рабочих и служащих.
В посёлке было две школы: земская (обучалось до 160 мальчиков) и церковноприходская (обучалось до 100 девочек). Помещения были малы и не удовлетворяли требованиям гигиены. По инициативе управляющего Верх-Нейвинского завода горного инженера Г. А. Маркова, с 1899 года принято решение о строительстве каменной школы на 400 мест.

### XX век
1 сентября 1901 года открыто мужское народное училище. В 1904 году организовано строительство заводской больницы на 25 коек с родильным отделением. С 1904 года прекращено производство железа кричным методом, а в 1912 году завод был закрыт.
В 1905 году рабочие завода приняли участие во всероссийской забастовке и в течение пяти дней не выходили на работу. В посёлок были вызваны дополнительные силы полиции, и сопротивление было подавлено. В 1907 году распоряжением заместителя начальника Пермского жандармского управления Екатеринбургского отделения железной дороги закрыт народный театр. В 1910 году в посёлке появилось первое кредитное товарищество.
Также в 1910 году запущена телефонная сеть, объединившая Верх-Исетский завод, Медный Рудник, Нейво-Рудянку, Шуралу, Режевской завод и Нижний Тагил.

#### Гражданская война
Исполком первого состава Совета рабочих и солдатских депутатов посёлка был избран в сентябре 1917 года и существовал параллельно с земской управой. В Верх-Нейвинске было двоевластие. На площади, возле волостного правления, проводятся народные собрания, где людям объясняют начала Советской республики. 15 марта 1918 года избран новый состав Совета, который отныне взял власть в свои руки.
В июне 1918 года поселок несколько дней был в руках участников Невьянского восстания.
В августе 1918 года в окрестностях Верх-Нейвинского шли ожесточённые бои красногвардейцев с белочехами и солдатами армии Колчака. Задачей верх-нейвинских красноармейцев было не пропустить белогвардейцев к Нижнему Тагилу. Войска белых двигались по железнодорожной ветке Екатеринбург — Нижний Тагил — Пермь (прямого сообщения между Екатеринбургом и Пермью в то время не было) из Сибири в европейскую часть России. Прорвать оборону и выйти к Нижниму Тагилу белые не могли почти месяц. Полки белых наступали со стороны 118-го разъезда. На смерть стояли красноармейцы. На небольшом пригорке возле ст. Верх-Нейвинск похоронены первые погибшие. Сегодня это территория Новоуральска, красноармейцам поставлен памятник.
15 августа 1918 года, обойдя озеро Таватуй по Старой Таватуйской дороге, отряды белочехов внезапным ударом захватили поселок и станцию, таким образом почти окружив красных, удерживавших позиции на железной дороге к югу от поселка.
Колчаковцы и белочехи и жестоко расправляются с Советами в посёлке. На Миниховой горе был застрелен лидер большевиков Белов. До лета 1919 года Урал был занят Белой гвардией, после чего Красная Армия начала наступление.

#### Советский период
3 ноября 1923 года Верх-Нейвинский вошёл в состав Уральской области РСФСР СССР. С 12 ноября 1923 года до 9 августа 1930 года — в составе Екатеринбургского округа (с 14 ноября 1924 года — Свердловский округ) области.
В конце 1924 года Верх-Нейвинский завод был закрыт. Всё оборудование перевезли в посёлок Ис. В сентябре 1925 года на «остатках» производства Верх-Нейвинского завода А. М. Черепухиным была организована кооперативная промысловая артель «Изобретатель», специализирующаяся на изготовлении сантехнических изделий, фасонины для водопроводов, мелких строительных инструментов. С августа 1930 года предприятие выпускает вагонетки и вентиляторы. Так, после революции железоделательный завод превратился в механический. С 1937 года механический завод стал специализироваться на изготовлении гидрооборудования для добычи золота: насосов, землесосов, гидромониторов.
В 1928 году населённый пункт получил статус посёлка городского типа. В 1930 году в посёлке был организован колхоз «Вперёд» посевной площадью 128 га, который объединил 68 семей. В условиях посёлка он был неэффективным, в результате чего ликвидирован в 1942 году. Земли переданы заводу под коллективные сады и огороды.
В 1931 году был открыт первый заводской детский сад «Красная шапочка» на 40 детей. С 17 января 1934 года по настоящее время Верх-Нейвинский входит в состав Свердловской области.
Горнозаводская железная дорога полностью электрифицирована в 1935 году. На этом участке стали курсировать электрички.

#### Великая Отечественная война
В посёлке находился завод вторичного олова, который осенью 1941 года объединён с механическим заводом. На территорию завода были эвакуированы отдельные производства Харьковского, Московского и Подольского заводов вторичных цветных металлов. С 1942 года завод специализировался на вторичной металлургии цветных металлов, выпускал вторичный алюминий, баббиты, свинец, алюминиевое литьё, кузнечную поковку. Сырьё в виде разрушенных частей самолётов, стреляных гильз, и другой техники поступало непосредственно с фронта.
В 1940—1941 годах завод был включён в высоковольтное энергокольцо Урала. Подача электроэнергии на завод осуществлялась с подстанции ж/д ст. Нейво-Рудянской. 20 ноября 1941 года от Уральского энергокольца был принят первый ток.
В феврале 1941 года за железной дорогой Наркоматом авиационной промышленности организовано строительство завода по переплавке лёгких металлов. Постановлением СНК СССР строительство причислено к разряду ударных строек первостепенной важности. Под строительство завода № 484 выделено 400 га земли, начата вырубка леса. Сюда были эвакуированы производственные бригады из Москвы, Ленинграда, Воронежа, Полтавы. Для возведения цехов был необходим кирпич, в связи с чем в Верх-Нейвинске был пущен завод по изготовлению керамического кирпича.
В ноябре 1943 года в посёлке было включено электроосвещение.

#### Послевоенные годы
В 1950—1960-х годах в посёлке строились: больница, профилакторий, клуб, стадион, магазин, а также осуществлялось асфальтирование улиц. В 1955 году построен первый 12-квартирный дом по ул. Ленина, 54.
В 1956 году начался период бурного развития завода и посёлка особенно в жилищном и культурно-бытовом плане. В 1956 году открыта новая Верх-Нейвинская средняя общеобразовательная школа (до 1965 года — с производственным уклоном). Для работников завода по ул. Рабочей молодёжи построены двухэтажные жилые дома.
В 1967 году посёлок газифицирован. В 1980—1990-е годы идёт массовое строительство многоквартирных пятиэтажных домов в районе ул. Евдокимова/8 Марта/Калинина.

### Постсоветское время
В ходе муниципальной реформы в Верх-Нейвинском 17 декабря 1995 г. проведён референдум о муниципальном устройстве. По итогам референдума посёлок не вошёл в состав муниципального образования Невьянский район и в 1996 году составил самостоятельное муниципальное образование посёлок Верх-Нейвинский. 16 ноября 1996 года муниципальные образования были включены в областной реестр.
12 октября 2004 года муниципальное образование было наделено статусом городского округа.
1 января 2006 года было утверждено название городской округ Верх-Нейвинский соответственно.
До 2006 года границы населённого пункта и округа совпадали. Позднее в состав ГО Верх-Нейвинский включено примерно 30 км² земель лесного фонда Невьянского лесничества, составившие около 80 % нынешней территории округа.
К 250-летию завода и 350-летию посёлка был открыт Муниципальный исторический сквер на территории бывшего парка.
С 1 октября 2017 года согласно областному закону N 35-ОЗ статус изменён с рабочего посёлка на посёлок городского типа.

## Население и демография

### Численность населения
Численность населения Верх-Нейвинского на 2021 год составляет ↘4348 человек. По численности населения Верх-Нейвинский находится на 62-м месте среди городских населённых пунктов Свердловской области и на 15-м среди пгт Свердловской области.
| \| 1959[49] \| 1970[50] \| 1979[51] \| 1989[52] \| 2002[53] \| 2009[54] \| 2010[55] \| \| -------- \| -------- \| -------- \| -------- \| -------- \| -------- \| -------- \| \| 8229 \| ↘7458 \| ↗8312 \| ↘6546 \| ↘5242 \| ↗5653 \| ↘5098 \| \| 2012[56] \| 2013 \| 2014[57] \| 2015[58] \| 2016[59] \| 2017[60] \| 2018[61] \| \| ↗5161 \| ↗5204 \| ↗5217 \| →5217 \| ↘5190 \| ↘5105 \| ↘4949 \| \| 2019[62] \| 2020[63] \| 2021[64] \| 2023[1] \| \| \| \| \| ↘4835 \| ↘4780 \| ↘4354 \| ↘4348 \| \| \| \| 1000 2000 3000 4000 5000 6000 7000 8000 9000 1979 2012 2017 2023 |       |       |       |       |       |       |
| 1959 | 1970  | 1979  | 1989  | 2002  | 2009  | 2010  |
| 8229 | ↘7458 | ↗8312 | ↘6546 | ↘5242 | ↗5653 | ↘5098 |
| 2012 | 2013  | 2014  | 2015  | 2016  | 2017  | 2018  |
| ↗5161 | ↗5204 | ↗5217 | →5217 | ↘5190 | ↘5105 | ↘4949 |
| 2019 | 2020  | 2021  | 2023  |       |       |       |
| ↘4835 | ↘4780 | ↘4354 | ↘4348 |       |       |       |

### Демографическая ситуация
В последние годы в Верх-Нейвинском численность населения сокращается, демографическая ситуация напряжённая, что выражается в естественной убыли постоянного населения: превышение числа умерших над числом родившихся в 1,5 раза, росте смертности от неестественных причин, снижении средней продолжительности жизни.
Сложившаяся демографическая ситуация вызвана неблагополучной экологической обстановкой, является следствием высокой концентрации в Горнозаводском управленческом округе предприятий горно-металлургического профиля. Неудовлетворительная демографическая ситуация, высокий уровень смертности, особенно мужчин в трудоспособном возрасте, низкий уровень рождаемости не обеспечивают роста численности населения. Сокращение численности населения затрудняет обеспечение формирования квалифицированных трудовых ресурсов. Также одна из причин снижения численности населения — нехватка рабочих мест, миграция населения в крупные города, снижение уровня рождаемости вследствие низких материальных доходов, при этом доля женского населения стабильно выше на 3 % мужского. Доля населения трудоспособного возраста выше в 2 раза доли нетрудоспособного.
Смертность населения Верх-Нейвинска превышает рождаемость на 40 % на протяжении 1991—2005 годов, начиная с 2006 года наметилось сокращение показателя превышения смертности над рождаемостью, в 2010 году он составил 10 %.

### Трудовые ресурсы
Значительную долю населения составляют граждане пенсионного возраста (около 45 %), уровень доходов которых существенно ниже средних показателей.
На структуру занятости населения оказывают влияние социальные условия, демографическая и миграционная ситуация, экономическое состояние городского округа. Развитие рынка труда определяется за счёт развития малого предпринимательства и организации новых предприятий.

## Транспорт

### Автомобильный транспорт
| С-З | Березники ~ 452 км | Серов ~ 298 км Нижний Тагил ~ 86 км     | Ханты-Мансийск ~ 1032 км                   | С-В |
| З   | Пермь ~ 360 км     | Роза ветров                             | Тюмень ~ 397 км                            | В   |
| Ю-З | Уфа ~ 566 км       | Екатеринбург ~ 74 км Челябинск ~ 287 км | Каменск-Уральский ~ 171 км Курган ~ 438 км | Ю-В |

Одним из основных видов транспорта является автомобильный. Он обеспечивает грузовые и административно-хозяйственные связи Верх-Нейвинского с другими населёнными пунктами области и страны. Посёлок связан подъездной автодорогой с автомагистралью регионального значения Р352 — Серовским трактом.
Автодорожное хозяйство Верх-Нейвинска представляет собой сеть автодорог общего пользования протяжённостью более 40 км, из которых более половины дорог имеют твёрдое покрытие. Дороги строились в 1970—1980-х годах в основном средствами Верх-Нейвинского завода вторичных цветных металлов (ныне ПСЦМ). В настоящий момент все автомобильные дороги являются безхозяйными объектами (за исключением транзитной магистральной дороги). В районе новой жилой застройки дороги с твёрдым покрытием отсутствуют.

#### Улично-дорожная сеть
Основа существующей транспортной сети Верх-Нейвинска — магистральные улицы и дороги сложившейся планировочно-пространственной структуры, связывающие жилые районы с общественным центром и промышленными территориями.
Основные магистральные улицы и дороги общегородского и районного значения:
- обеспечивающие меридиональную связь центра и севера посёлка — Карла Маркса, Ленина, Баскова;
- пересекающие посёлок в широтном направлении — Мира, Еловая, Нагорная, 8 Марта.

Магистральные улицы и дороги, по которым осуществляется пропуск грузового транспорта:
- в направлении вокзала — Школьная и Щекалёва;
- в направлении Нового кладбища и Нейво-Рудянки — Ленина, Карла Маркса и Баскова.

### Железнодорожный транспорт
На западной окраине населённого пункта пролегает железнодорожная ветка Пермь — Нижний Тагил — Екатеринбург. Здесь, на 441-м километре, расположена станция Верх-Нейвинск, относящаяся к Нижнетагильской дистанции пути Нижнетагильского региона обслуживания Свердловской железной дороги.

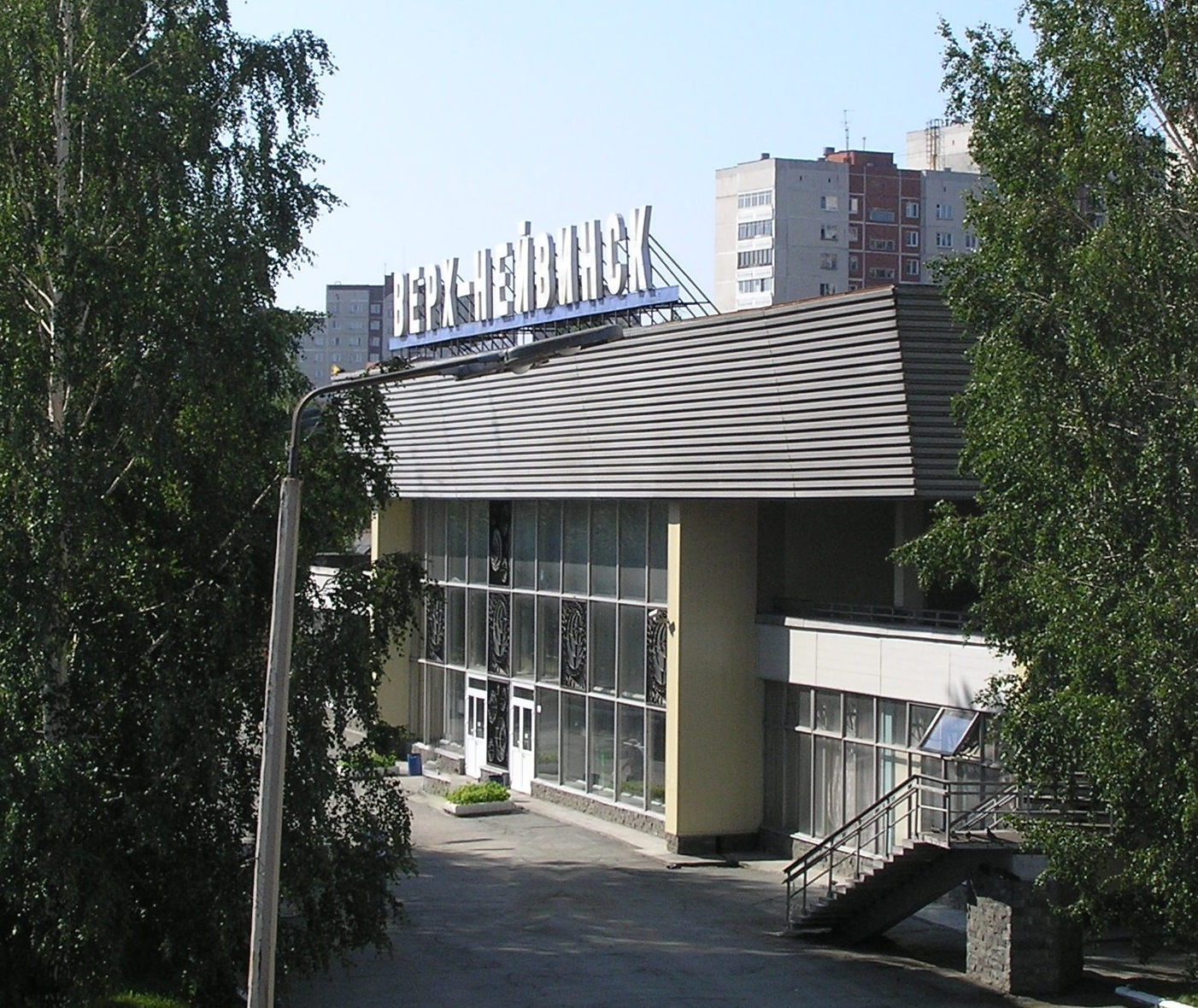
Здание ж/д вокзала

#### Пригородное пассажирское сообщение
Пригородное пассажирское сообщение представлено электропоездами, следующими по маршруту Нижний Тагил — Екатеринбург. С 5 ноября 2015 года также курсируют новые скоростные электропоезда «Ласточка». С 2019 года в определённое время курсирует «Ласточка» по маршруту Серов — Екатеринбург. С 2021 года курсирует «Ласточка» по маршруту Аэропорт Кольцово — Нижний Тагил.

#### Дальнее пассажирское сообщение
Дальнее пассажирское сообщение связывает Верх-Нейвинский также с другими городами меридионального направления к северу от него (Серов, Ивдель и др.), а также с Москвой и другими регионами России. По состоянию на 2018 год через Верх-Нейвинск курсируют поезда:
| № поезда              | Маршрут движения         | № поезда              | Маршрут движения         |
| --------------------- | ------------------------ | --------------------- | ------------------------ |
| 11 «Ямал» (фирменный) | Новый Уренгой — Москва   | 12 «Ямал» (фирменный) | Москва — Новый Уренгой   |
| 337                   | Екатеринбург — Приобье   | 338                   | Приобье — Екатеринбург   |
| 343                   | Екатеринбург — Приобье   | 344                   | Приобье — Екатеринбург   |
| 351                   | Уфа — Приобье            | 352                   | Приобье — Уфа            |
| 603                   | Екатеринбург — Соликамск | 604                   | Соликамск — Екатеринбург |

### Автобусный транспорт

#### Поселковые маршруты
Автобусный транспорт является единственным видом поселкового общественного транспорта в Верх-Нейвинском. Автобусы курсируют по маршрутам:
- Маршрут № 106 Вокзал — Сады № 5 (с промежуточными остановками: Мира, Карла Маркса, Баскова, Кладбище);
- Маршрут № 108 Вокзал — 8 Марта (главный внутрипоселковый маршрут, с промежуточными остановками: КПП № 1, Центр (Демидовская), Евдокимова, Токарей);
- Маршрут № 195 Новоуральск (остановка с/п «Кедр») — сады «Дачное»
- Маршрут №196 Новоуральск (остановка с/п «Кедр» ) — сады «Лесные дачи» (с промежуточными поселковыми остановками: 8 марта, «СНТ Металлург»)

#### Междугороднее сообщение
Междугороднее автобусное сообщение в Верх-Нейвинском представлено двумя маршрутами:
- Маршрут № 605А Новоуральск — Екатеринбург (Северный автовокзал); (остановки в Верх-Нейвинском осуществляет по требованию пассажиров)
- Маршрут №109 Новоуральск (ЖД Вокзал) — Невьянск (ЖД Вокзал)

Автобусы следуют от остановки «Автостанция Новоуральск».

## Архитектура и достопримечательности
Дом Яргина — объект культурного наследия России. Другие примечательные здания: Торговый дом Кичигиных, Дом фельдшера Машанова.

### Здание бывшего заводоуправления «Дом-графин»
Одно из самых примечательных архитектурных сооружений посёлка — здание заводоуправления, так называемый «Дом-графин» или «Круглая контора». Построено в XVIII веке. Является объектом культурного наследия Свердловской области.
Со времён постройки и до закрытия Верх-Нейвинского железоделательного завода здание являлось заводоуправлением. Сегодня в нём располагается Администрация Верх-Нейвинского ГО, Дума ГО и Территориально-избирательная комиссия ГО. В верхней части белого двухэтажного здания с пурпурной крышей расположена башенка с рабочими часами. Циферблат часов направлен во все 4 стороны.

### Здание волостного правления
Здание расположено в центре Верх-Нейвинского, по адресу: пл. Революции, 10. Является объектом культурного наследия Свердловской области.
Построено в конце XVIII века, когда Верх-Нейвинский завод был административным центром Верх-Нейвинской волости Екатеринбургского уезда Пермской губернии. Сотрудники Д. И. Менделеева, пребывавшие в Верх-Нейвинске в 1891—1899 гг., назвали здание «оригинальным, в итальянском стиле».

### Начальная школа
Сегодня задание старой школы является частью объединённой МАОУ «СОШ им. А. Н. Арапова» — начальной школой.
Двухэтажное здание построено 1901 году по проекту горного инженера Гавриила Александровича Маркова. 1 сентября того же года состоялось торжественное открытие начального мужского народного училища. До 1965 года называлась «Верх-Нейвинской неполной школой». На первом этаже учились мальчики, а на втором были квартиры учителей. Учиться также приезжали дети из Невьянска, Калаты, Верхнего Тагила, Таватуя и других населённых пунктов. В 1908 году приехал работать в школу Чазов Михаил Дмитриевич, который в 1909 году добился преобразования мужского начального народного училища в четырёхклассное городское училище. Отныне принимали учиться и девочек. Выпускники школы имели право поступить в пятый класс гимназий. В 1915—1919 годах школа называлась высшим начальным училищем.
Школа была на первом месте в Екатеринбургском уезде, что отмечали окружные инспекторы в Земской управе. Студенты учительских семинарий городов России давали открытые уроки и сдавали экзамены на звание народного учителя.
В 1919 году высшее начальное училище было преобразовано в народно-трудовую семилетку с производственным уклоном: бухгалтерия, делопроизводство, библиотечное дело. В 1920—1923 гг. получила статус школы второй ступени. С сентября 1923 года школа называется семилетней, а с 20 августа 1931 года — средняя школа № 1.
1 сентября 1941 года в Верх-Нейвинск эвакуированы сотни школьников. В 1943 году школа получила Грамоту за взнос в фонд обороны страны.
В 1965—1998 годах называлась Восьмилетней школой имени Героя Советского Союза А. Н. Арапова. С 1 сентября 1998 года школа объединена с новой Верх-Нейвинской средней школой в единое общеобразовательное учреждение.

### Памятники и сооружения скульптуры
Памятник Владимиру Ильичу Ленину расположен на площади Революции, перед зданием Центра дополнительного образования. Представляет собой портретную скульптуру высотой около 2,5 м. По сложившимся советским регламентам, вождь одет в костюм-тройку и пальто. Особенность скульптуры в том, что Ленин указывает путь левой рукой, в отличие от других памятников вождю. Памятник был изготовлен по типовому проекту из искусственного камня в художественных мастерских Свердловского отделения Художественного фонда СССР.
Памятник Прокофию Демидову расположен в историческом центре посёлка, на аллее в продолжении площади Революции.
Другие памятники: жертвам революции и Гражданской войны, верхнейвинцам — участникам локальных войн и вооружённых конфликтов.

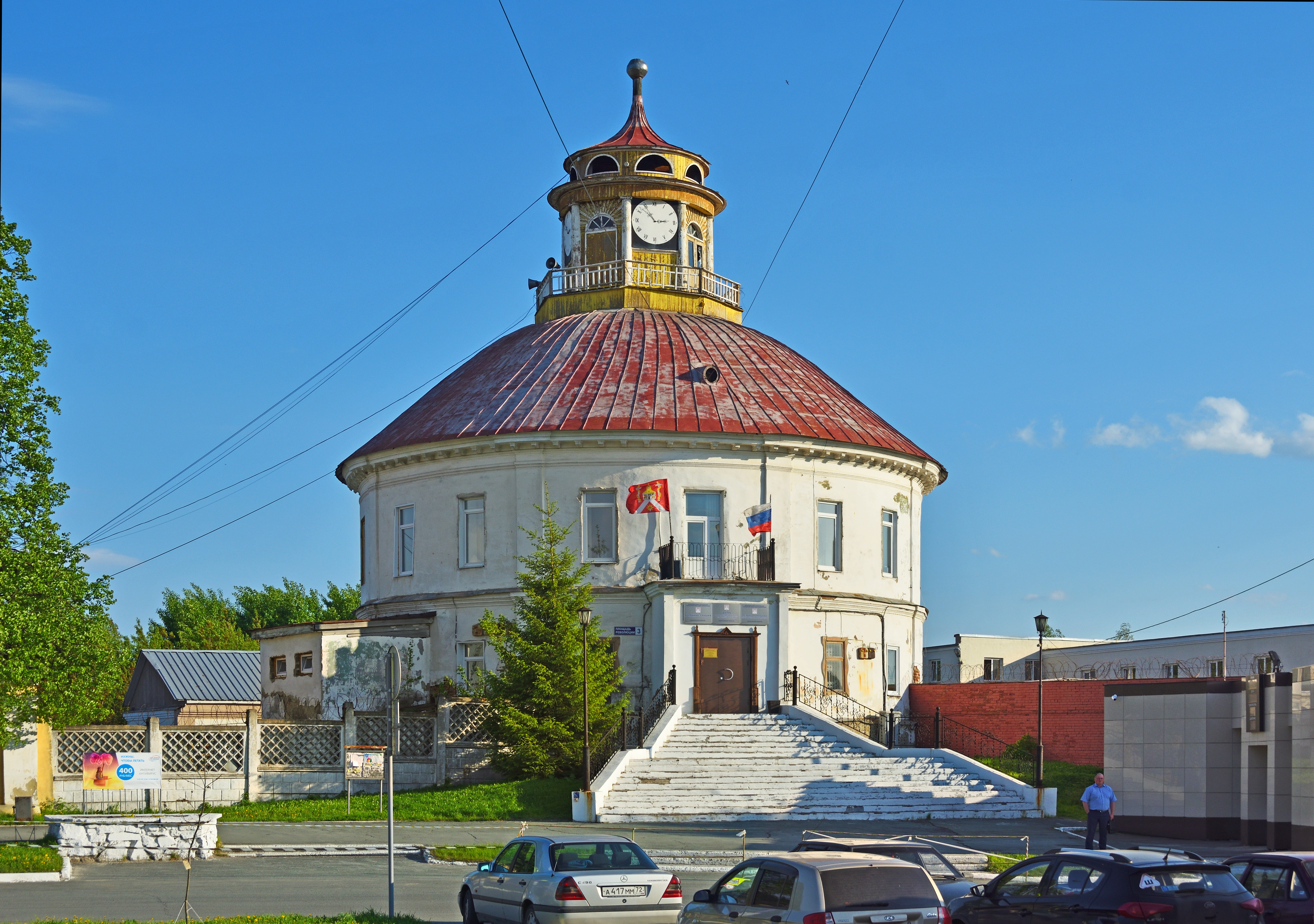
Здание заводоуправления
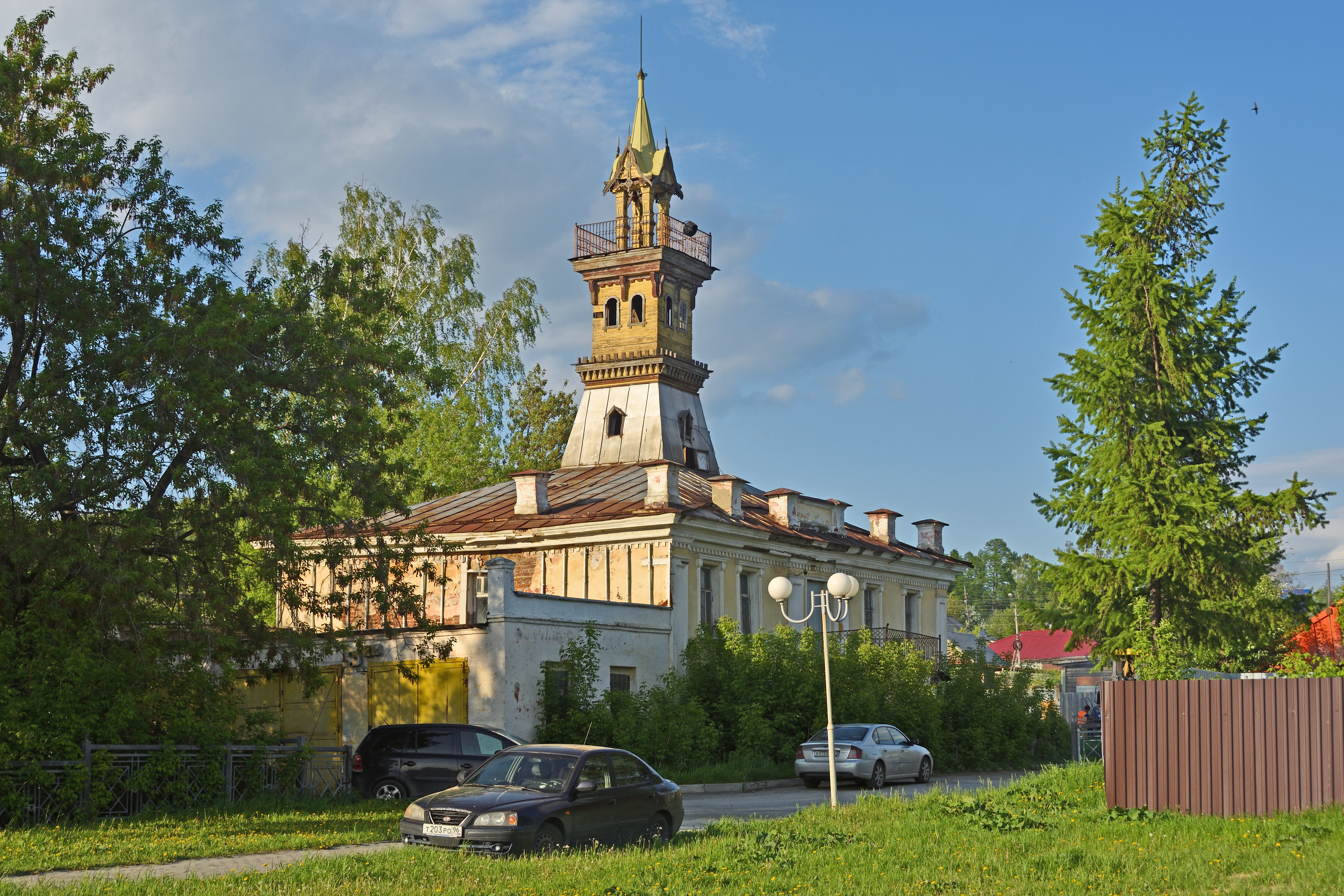
Здание волостного правления
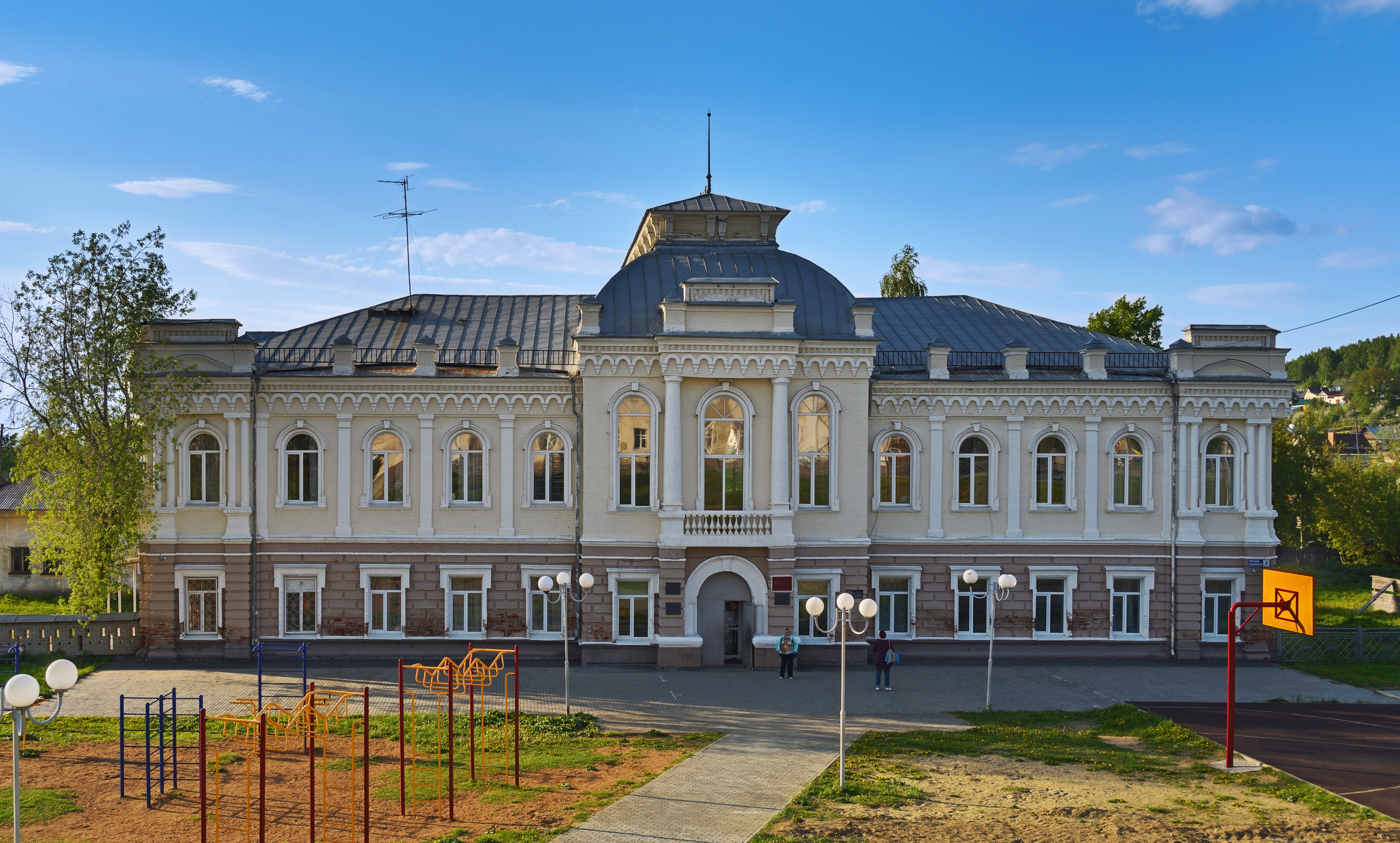
Начальная школа
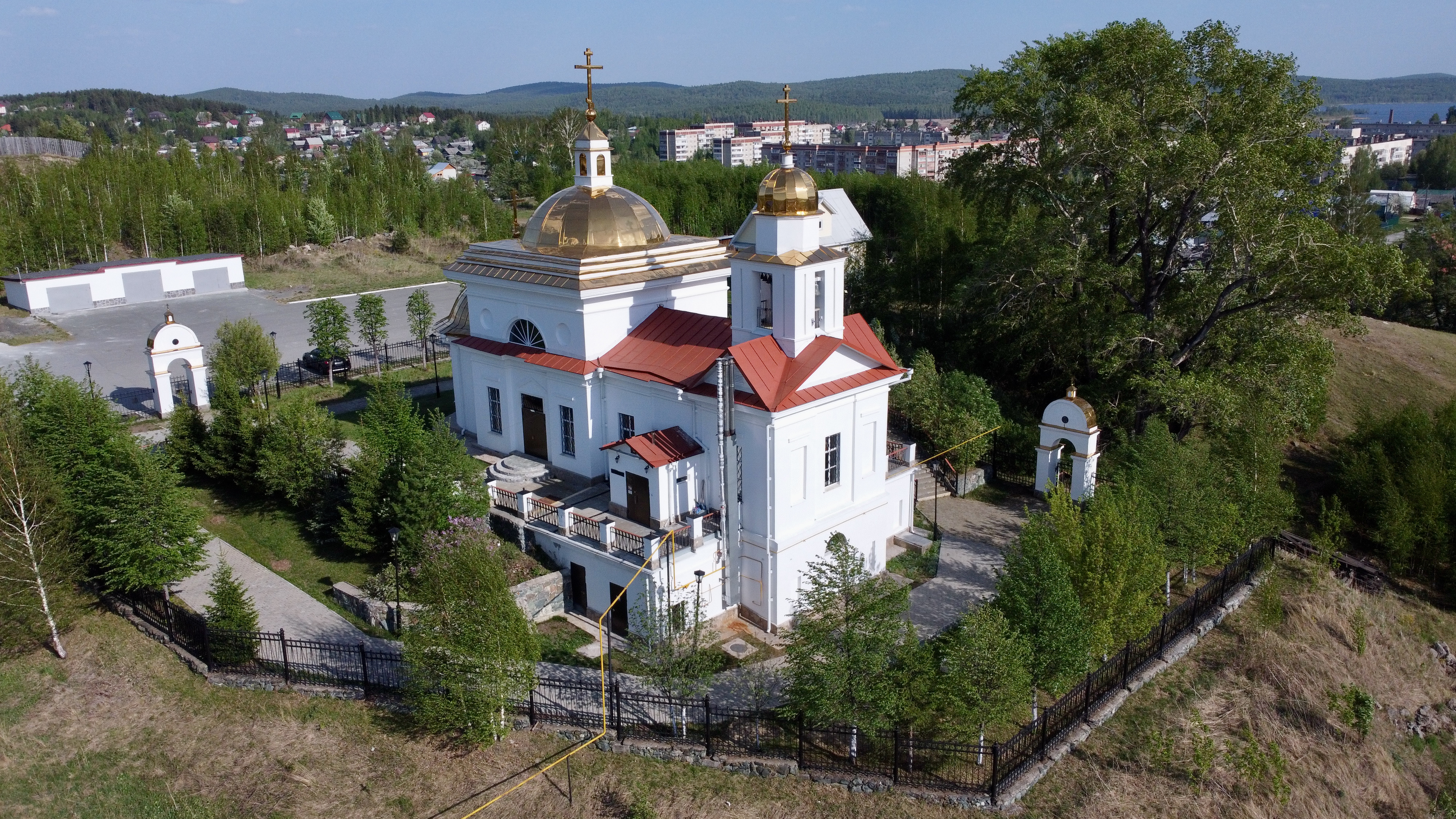
Воскресенская церковь
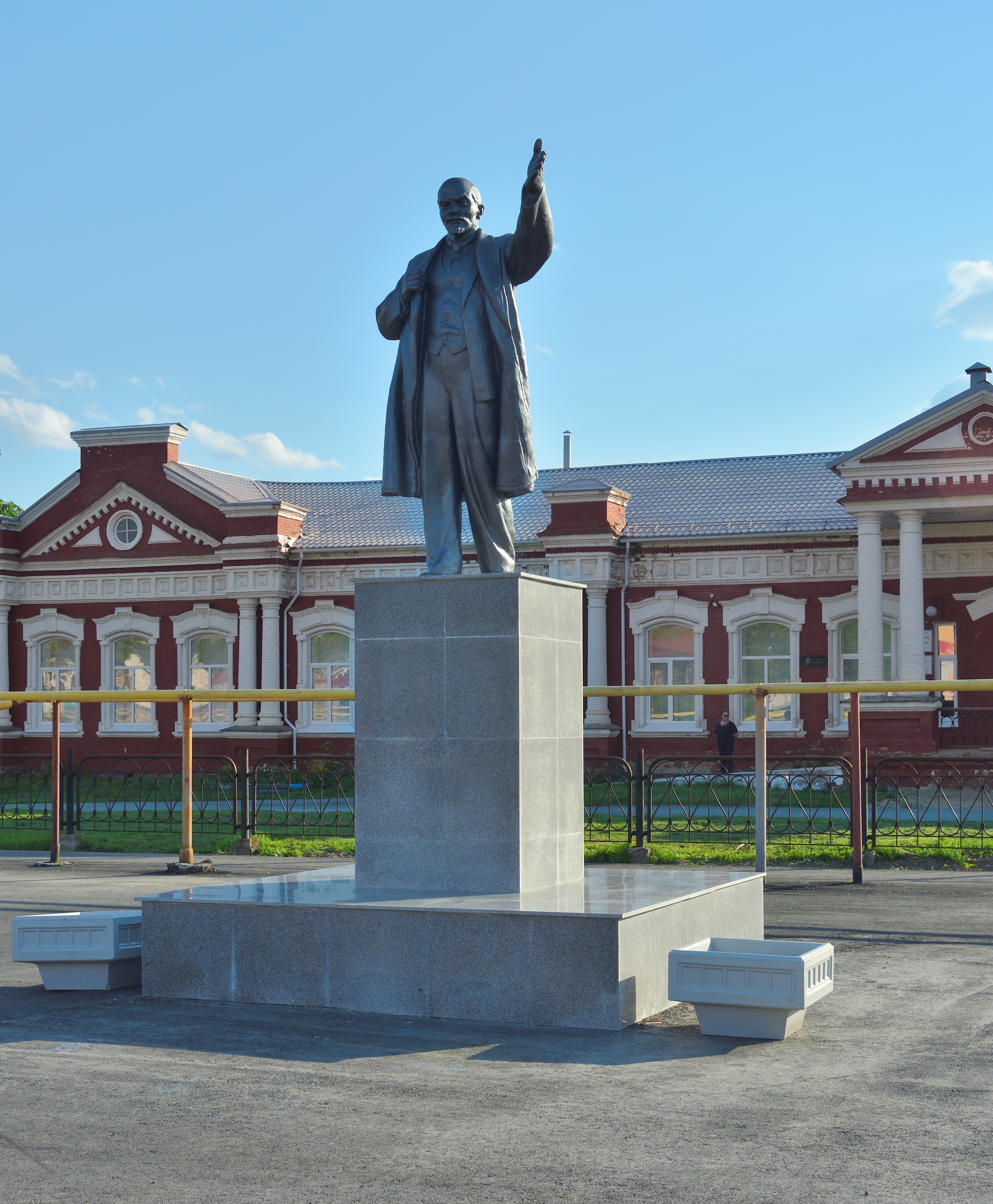
Памятник Ленину
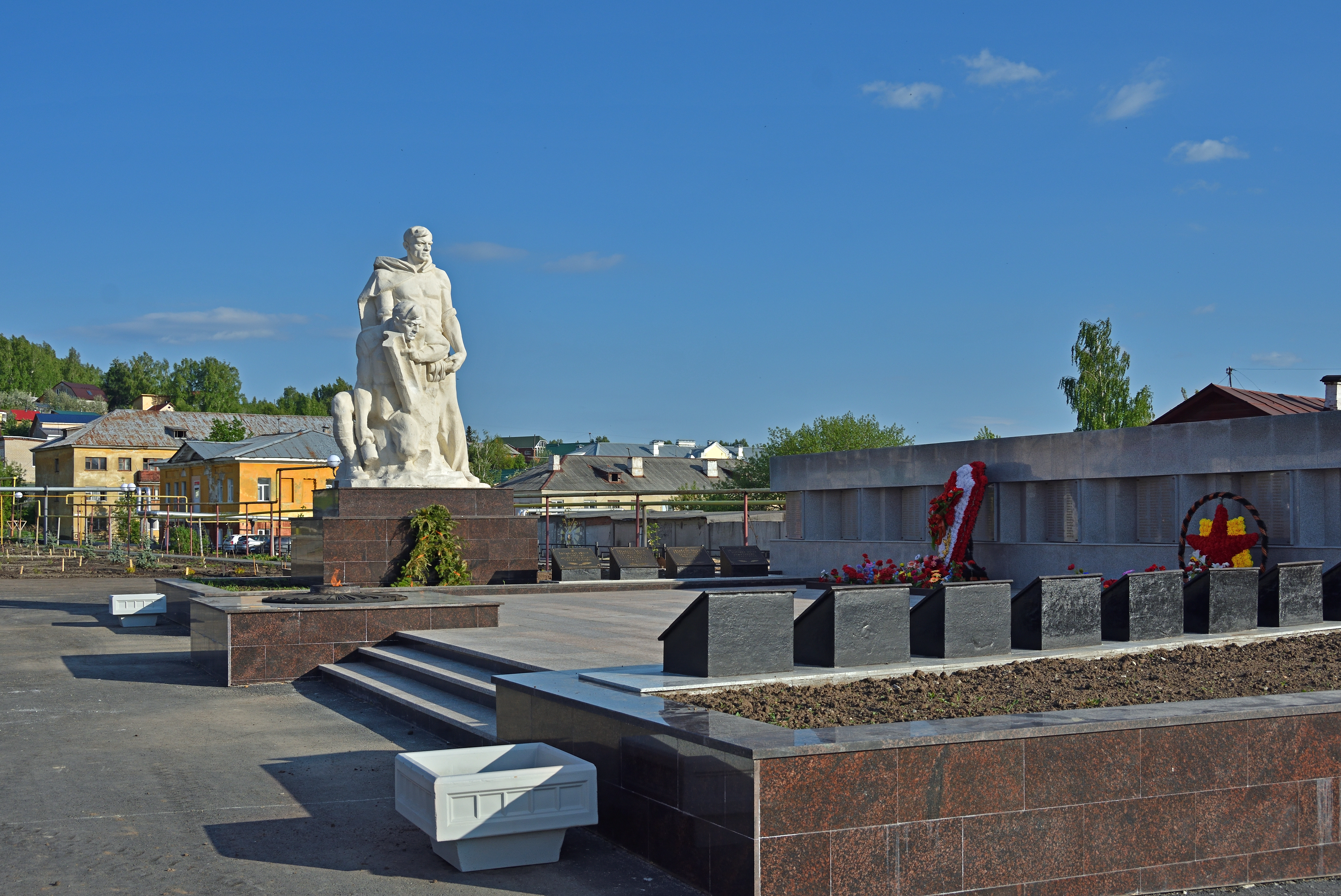
Мемориальный комплекс памяти воинам, павшим в Великой Отечественной войне
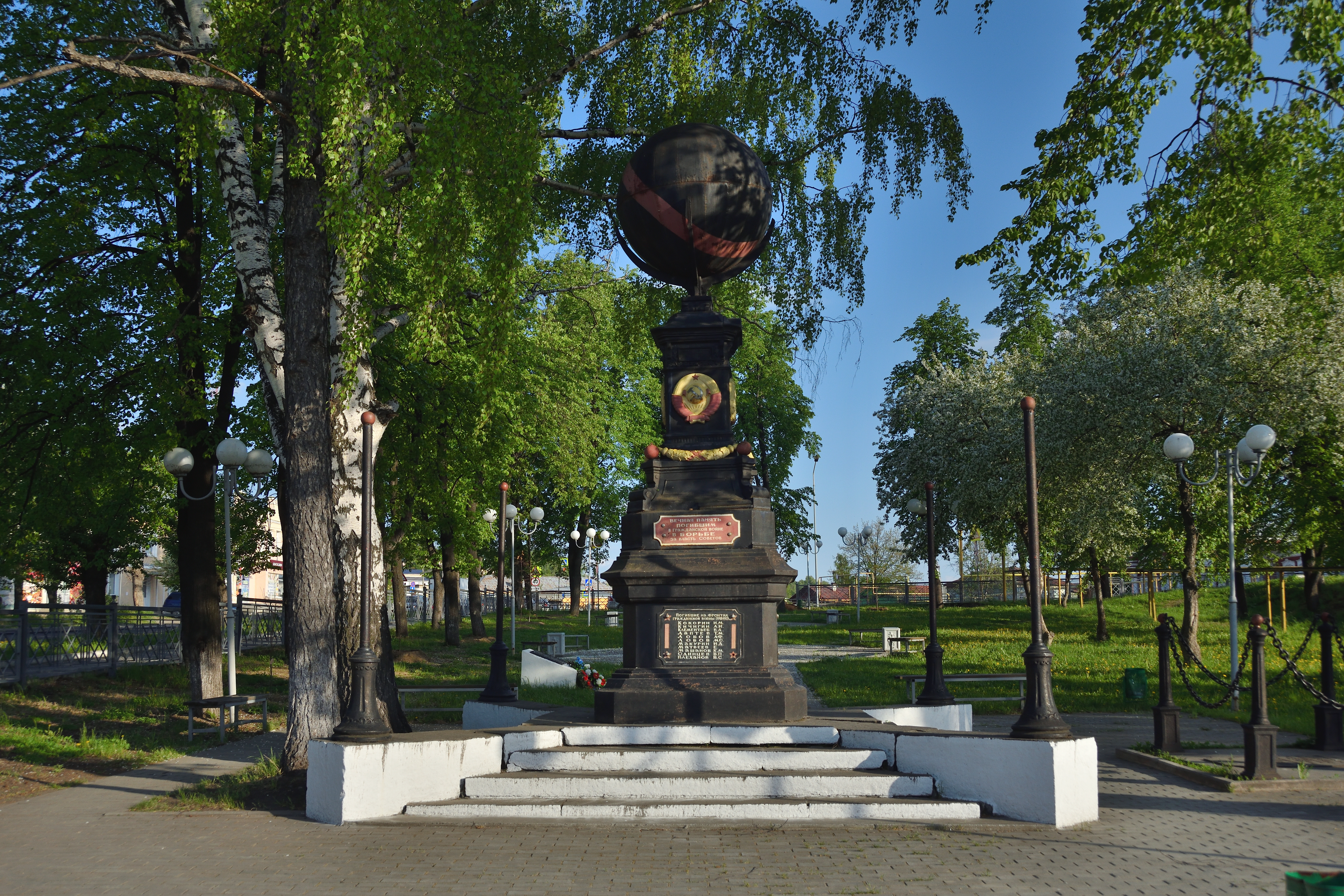
Памятник Борцам за власть Советов

## Памятники природы

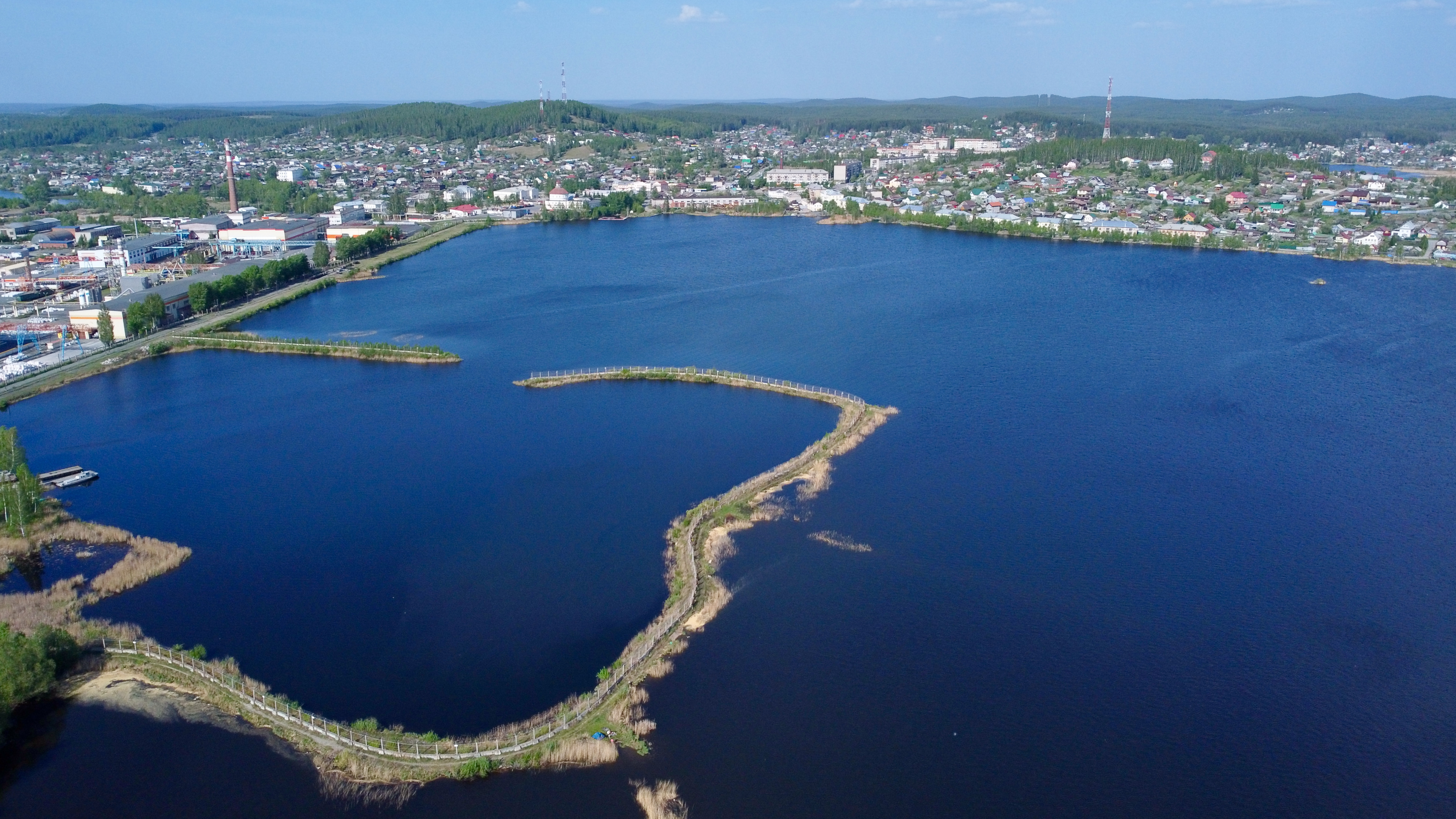
Вид на пруд с высоты

### Верх-Нейвинский пруд и плотина завода
Образованный при строительстве заводской плотины на Нейве в XVIII веке, Верх-Нейвинский пруд (Верх-Нейвинское водохранилище) представляет собой обширное по площади (около 17 км²), красивое место, что привлекает туристов из разных городов региона. Длина пруда с севера на юг составляет 10 км (старое русло реки Нейвы — 18 км), ширина — 3 км, средняя глубина — 3 м. Берега неровные, имеют много заливов и выступающих мысов. Вместе с озером Таватуй, с которым пруд в южной части сливается протокой, образует ландшафтный заказник «Озеро Таватуй с окружающими лесами».
На пруду расположено несколько островов: Ельничный, Присталой (Шапка), Каменный, Змеиный и др.

### Скалы-останцы Семь Братьев и Одна Сестра

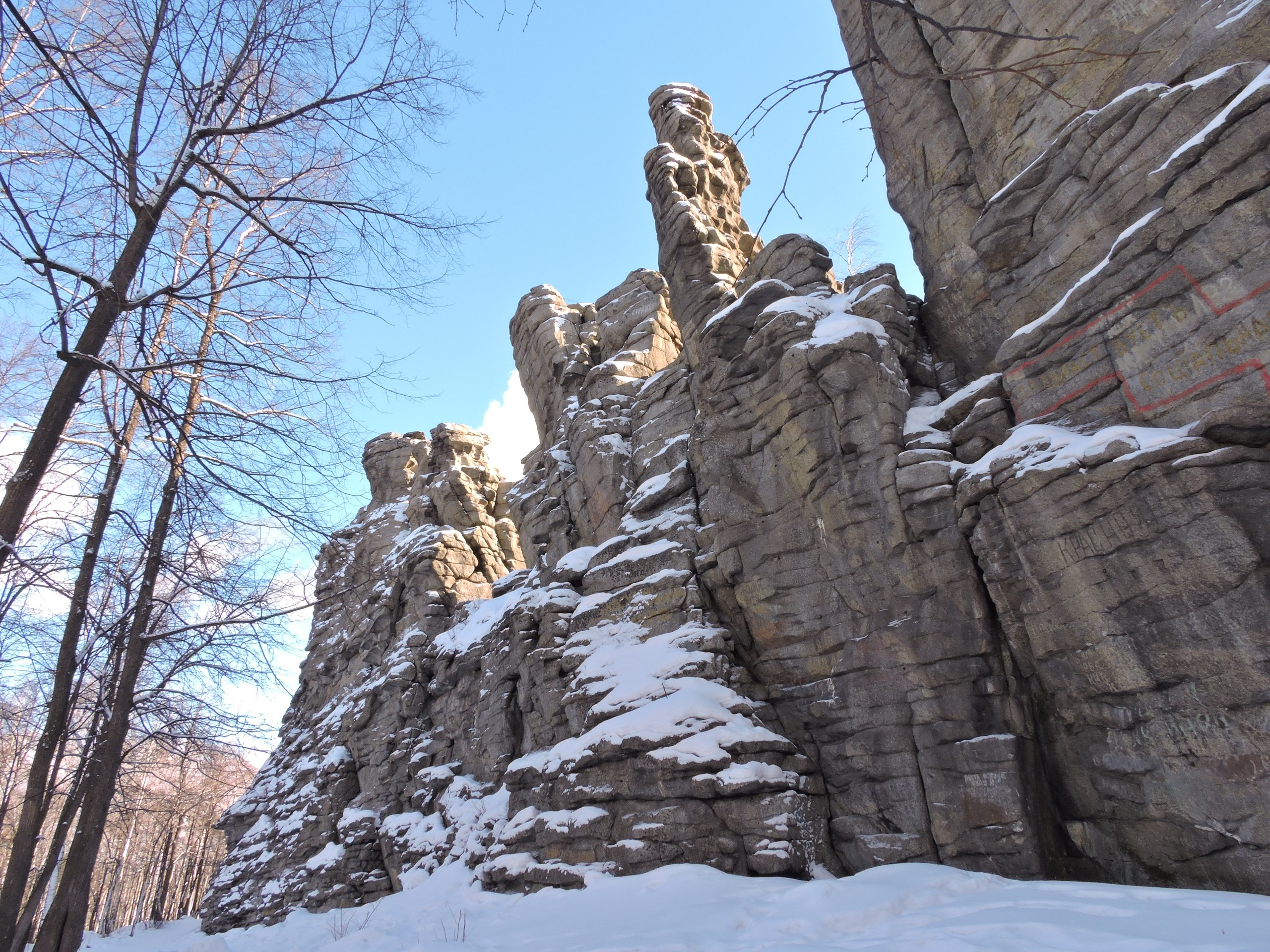
Скалы Семь братьев

Семь Братьев и Одна Сестра — одни из самых живописных скал на Среднем Урале, в 6 км к юго-востоку от посёлка. Они венчают Семибратскую гору высотой 422 м. Скалы относятся к Верх-Исетскому гранитному массиву. Скалы представляют отвесную каменную гряду, вытянутую с востока на запад. Гранитные скалы выветрились и приняли форму огромных каменных плит матрацевидной формы. Максимальная высота скал — 42 метра. Одна скала находится на небольшом отдалении к западу от гряды скал, за что получила название Камень-Птица (или Сестра).

### Скалы Три Сестры
Три Сестры — это три отдельно стоящих гранитных останца высотой до 20 м. Между скалами пролегают несколько узких тропинок. Скалы относятся к Верх-Исетскому гранитному массиву. Расположены рядом с ЛЭП Калиновская — Песчаная и СНТ «Заречное», в 1,5 км к северо-востоку от скал Семь Братьев и Одна Сестра. «Старшая сестра» (северо-восточная скала) имеет довольно большой грот внизу и хорошо выступающий балкон. «Средняя сестра» покорима лишь со специальными альпинистскими снаряжением и навыками. «Младшая сестра» (юго-западная скала) имеет прекрасную обзорную площадку на вершине, с которой хорошо просматриваются окрестности, в том числе и Семь Братьев.

### Гора Попов Остров
Попов Остров — гора высотой 323,3 м, расположенная примерно в 7 км к северо-востоку от Верх-Нейвинска и в 3 км к юго-востоку от Нейво-Рудянки. Необычна гора тем, что на её вершине расположено несколько скальных останцов-шиханов разных форм и размеров. С давних времён здесь была каменноломня. В XVIII веке здесь добывали гранит для строительства плотины Верх-Нейвинского завода. Добыча камня продолжалась до XX века.
Как и Шайтанское озеро, уровень вод которого ранее был значительно выше, местность вокруг горы в прошлом представляла собой крупное озеро, а сама гора действительно была островом.

### Скалы Вороний Камень
Вороний Камень (Вороньи скалы) — благовидные, но малопосещаемые скалы ввиду своей труднодоступности. Расположены примерно в 10 км к юго-западу от Верх-Нейвинска и в 5 км к югу от популярных среди туристов скал Семи Братьев и Одной Сестры, на восточном отроге горы Берёзовой. Скалы относятся к Верх-Исетскому гранитному массиву. Вытянуты с северо-востока на юго-запад. Протяжённость отдельных скал: от 30 до 60-70 м. Удалённость скал друг от друга: от 30 до 150 м. Скалы отвесные, отностильной высотой примерно 15 м. Окружены берёзовым лесом с одиночными кедрами.
В некоторых источниках Вороний Камень обозначен как Сокол-камень.

## Социальная сфера

### Образование
- Детский сад «Солнышко» (построен в 1984 г.).
- Средняя общеобразовательная школа им. А. Н. Арапова.
- Центр дополнительного образования детей.
- Детская школа искусств.

### Здравоохранение
Основное медицинское учреждение посёлка — ГБУЗ СО «Верх-Нейвинская городская поликлиника».
С 2012 году в здании поликлиники также работает хосписное отделение паллиативной помощи на 25 мест.
В посёлке есть частные стоматологии. Функционируют 2 аптеки.

## Культура
По состоянию на 2020 год, Центр культурного досуга — единственное учреждение клубного типа в посёлке Верх-Нейвинском. Расположен в центре посёлка, в здании бывшего заводского ДК «Металлург» (работал с 1958 года в здании закрывшейся в 1936 году Никольской церкви). 11 сентября 1997 года учреждение подчинено поссовету, а с 2000 года становится юридическим лицом и называется муниципальным учреждением «Центр культурно-досуговой и спортивной деятельности».
Верх-Нейвинская городская библиотека была открыта 4 февраля 2008 года, расположена в здании бывшего карточного дома.
8 ноября 2011 года на территории бывшего парка к 350-летию посёлка и 250-летию завода был открыт исторический сквер.

## Религия
Огромную роль в истории, культуре и самобытности посёлка сыграла традиционная для старожильческого населения православная вера.

### Современность
В настоящее время в посёлке действует единственный храм во имя Воскресения Господня, относящийся к Невьянскому благочинию Нижнетагильской епархии Екатеринбургской митрополии. Настоятелем храма служит иерей Михаил Кидяшов. При церкви действует воскресная школа.

### Старообрядческое прошлое посёлка

#### Старообрядцы и первые храмы
История посёлка является также следствием раскола Русской церкви, послужившего делению народного сознания. Многие старообрядцы бежали на Урал и в Сибирь, где обосновывались в XVIII веке. Они были выходцами из Русского Севера, Поморья, Поволжья и с берегов Керженца. Поселились они и на верх-нейвинских землях. Первые староверы молились в часовнях, ранее находившихся на территории посёлка. Первый каменный храм возведён в 1847 году на месте мужского старообрядческого скита 1720-х годов и освящён в честь Воскресения Христова.
Управляющий Верх-Исетского горнозаводского округа Григорий Федотович Зотов решил основать для староверов в Верх-Нейвинском мужской скит. Каменный скит построили, но не состоялось его открытие. После прихода к власти императора Николая I в 1825 году усилилились гонения на староверов. Несмотря на это, раскольникам удалось открыть часовню в каменном здании, где они отпевали покойников, служили обедницы. С 1823 года богослужения для староверов посёлка совершал Парамон Лебедев — священник-беглопоповец Благовещенской церкви Шуйского уезда Владимирской губернии. Екатеринбургский купец Иоаким Рязанов в конце 1839 года построил Свято-Троицкую единоверческую церковь и пожелал, чтоб богослужения проводил Парамон Лебедев. Горный начальник генерал Владимир Андреевич Глинка приказал исправнику привезти из Верх-Нейвинска в Екатеринбург Лебедева, пригрозив, что отошлёт к Владимирскому архиепископу, если тот не исполнит повеление. Отец Парамон согласился, принёс церковное покаяние и архиепископом Пермским Аркадием был допущен к служению в Свято-Троицкий храм. Однако отец Парамон не забывал о верхнейвинцах: совершал для них требы и таинства.

#### Строительство единоверческого Воскресенского храма. Полузадовы
В 1800 году по императорскому указу Павла I, с утверждения Святейшего Синода учреждена единоверческая церковь, где было разрешено проводить богослужения по старопечатным книгам. После отъезда отца Парамона в Екатеринбург староверы остались без священника, а службы у них проводили головщики.
Собираются желающие воссоединия с православной церковью на единоверческих правах. В 1839 году по благословению епископа Евлампия Пятницкого, викария Пермской епархии, открывается единоверческий приход.
К 1847 году число прихожан растёт, и заводовладельцы реконструируют каменную часовню на горе в церковь с каменным алтарём и деревянной колокольней.
1 февраля 1848 года единоверческий храм освящён в честь Воскресения Господня. С открытием храма посельчане устроили рядом с ним кладбище, богатое надгробными памятниками из белого мрамора, чугунными крестами. Здесь хоронили священников, служивших в Воскресенском и других храмах посёлка, приписных священников из ближайших селений, а также богатых и известных жителей. Прихожане высадили на кладбище сосновый бор. Посреди него выделялся небольшой склеп, воздвиженный владельцем золотых приисков Василием Михайловичем Полузадовым на месте погребения своей дочери Веры, которая скончалась в 1904 году. По рассказам старожилов, склеп был на некотором расстоянии от церкви к северу. Он представлял собой маленькую часовню, внутри которой был мраморный резной саркофаг с гробом. В дни памяти дочери Полузадовы зажигали лампады и облагали саркофаг цветами. Часовня наглухо закрывалась. Усыпальницу венчал мраморный ангел. После революции склеп разрушили, гроб вскрыли, вытащив золотые украшения, а саркофаг утащили в сады, использовать в качестве ванны.

#### Открытие новых храмов в XIX веке
Многие верхнейвинцы принимали единоверие, и Воскресенский храм становился тесным. В 1877 году местные единоверцы попросили благословение открытия нового прихода в Пермской Духовной Консистории и получили его в 1878 году от Преосвященного Модеста Стрельбицкого, епископа Екатеринбургского, викария Пермской епархии. В Верх-Нейвинске открывается единоверческий храм в честь святителя Николая Чудотворца. На его месте ранее стояла старообрядческая часовня.
В 1825 году заводоуправляющими Полузадовым Иваном Евтихиевичем и Китаевым Егором Артемьевичем для старообрядцев-беглопоповцев построена часовня в честь Николы Угодника. В деревянном двухэтажном здании в нижнем помещении находились крестильня и исповедальня, в верхнем — иконостас. В часовне могло размещаться до 1500 человек. Здесь прихожане браковенчались, крестили детей, причащались и совершали другие обряды. После перестройки часовни на горе в храм 27 ноября 1844 года по распоряжению Горного начальства Никольскую часовню опечатали и закрыли. Всё имущество — облачения, утварь, иконы и книги, 1746 ассигнационных рублей — изъяли и передали Воскресенской церкви. В 1878 году принято решение, утверждённое епископом Модестом, о переустройстве Свято-Николаевской часовни в храм. Здание отштукатурено, пристроена колокольня. 10 января 1882 года храм освящён в честь святителя и чудотворца Николая Мир-Ликийского. В подвале Николаевского храма в 1847 года была открыта церковно-приходская школа. В 1900 году в ней было 83 обучающихся. Попечителем школы был В. М. Полузадов. Преподавали: священническая дочь Раиса Попова и Екатерина Васильевна Стефановская — дочь Василия Аверкиевича Стефановского, преподававшего в Екатеринбургском духовном училище. Храм покрасили в белый цвет. Крышу, купол и шпиль колокольни покрыли листовым железом и окрасили малахитовой краской. Вокруг храма возвели чугунную ограду. На наружных стенах фасада и паперти изображались святые лики. С улицы храм украшали 8 икон. У правого клироса на аналое размещалась икона святителя Николая, украшенная топазами и аметистами в серебряной с золочением ризе. В праздники её выносили из храма для крестных ходов, в которых участвовали оба Николаевских прихода.
Воскресенский храм стал приписным. Службы в нём стали проходить реже, и его использовали для отпевания усопших, после чего их хоронили на приходском кладбище. Посещаем храм был в Радоницу.
В Николаевском единоверческом храме сразу после открытия был создан хор. Настоятелем в 1898—1934 годах был протоиерей Андрей Карпович Авдеев. В 1915 году было 1838 верующих данного прихода. Среди прихожан были единоверцы из Тарасково, Пальников и Таватуя.
Существовал в посёлке православный храм также в честь святителя Николая. Сначала рядом с заводом была деревянная часовня. В 1834 году заводовладелец А. Яковлев перестроил её в деревянную церковь в честь святителя и чудотворца Николая, которую 16 июня того же года освятил епископ Екатеринбургский Евлампий Пятницкий.
В 1853 году получено согласие от владельца завода Ивана Алексеевича Яковлева на строительство в посёлке новой церкви. Через год правление главного Верх-Исетского завода дало разрешение: «…по просьбе и желанию прихожан верх-нейвинской Николаевской православной церкви, чтобы вновь построенная здесь каменная церковь была во имя того же святителя Николая». Местные чиновники рассчитали: на постройку храма требовалось 71 303 рубля 79 копеек — крупная в то время сумма. Близ деревянного храма освятили место для строительства нового. Старый храм в 1882 году упразднили и разобрали. Здание проектировал главный архитектор горных заводов Урала Турский Карл Рейнгольдович. В 1858—1860 годах средствами заводоуправления были возведены стены храма до сводов. После отмены крепостного права заводовладельцы отказались строить церковь на свои деньги. Храм стоял в недостроенном виде до 1872 года, затем заводоуправление взялось на свои средства достраивать храм, а плату рабочим производить из отчислений с каждого заработанного прихожанами рубля по копейке и из пожертвований. Строительство по этому плану закончилось лишь в 1878 году.
6 мая 1879 года был освящён новый Николаевский храм. Освятил храм епископ Екатеринбургский, викарий Пермской епархии Вениамин Смирнов. По приглашению управляющего заводом Александра Ивановича Роджера приехал хор Успенской церкви Верх-Исетского завода под руководством регента Елевферия Михайловича Скакунова. Одним из певчих был двенадцатилетний Гавриил Марков — будущий управляющий Верх-Нейвинским заводом. Невьянский протоиерей Поликарп Стефанович Шишов, участвовавший в закладке первого камня, также приехал на освящение. Присутствовали представители Волостного правления, земства, заводоуправляющий и другие должностные лица. Возле храма в церковной ограде открыто небольшое кладбище для погребения причта.

#### Борьба с церковью и закрытие храмов
Во время Гражданской войны снарядом снесли часть колокольни Николаевского храма (позднее восстановлена). 13 июня 1918 года в Николаевском храме после Божественной литургии отец Иоанн предал анафеме большевиков и их единомышленников. В июле 1919 года посёлок заняли красные, и Отец Иоанн покинул Верх-Нейвинск с колчаковцами. Существует версия, что семья священника эмигрировала во Францию.
С 1920-х годов в посёлке велась борьба за существование храмов. Верх-Нейвинский Совет Рабочих и Крестьян постановил организовать местным духовенством перепись верующего населения. Священники опросили своих прихожан — многие открыто подтвердили свою принадлежность к церкви и согласились внести себя в списки прихожан. В начале 1920-х годов в посёлке проживало 1250 православных, 600 единоверцев и 325 старообрядцев, не признающих священство. Благодаря жителям, заявившим о своей причастности к религии, верх-нейвинские храмы не закрыли после Гражданской войны.
По решению Невьянского райсовета в 1934 году запретили звон колоколов, который не сопровождал редкие богослужения местных храмов. 1 декабря 1934 года по просьбе организации пионеров постановлением поссовета принято решение закрыть единоверческую церковь. По утверждению райисполкома здание храма передали в распоряжение пионерам под устройство клуба, открытие которого решено было приурочить к VII Съезду Советов. Часть имущества храма перенесли в православную церковь. С колокольни и купола срезали кресты, сняли колокола. В здании храма устроили клуб им. Ворошилова, в молитвенном помещении организовали танцплощадку.
Осенью 1937 года по решению поссовета закрыли Николаевский православный храм ввиду неуплаты налогов и отсутствия священника. Имущество храма вывезли в неизвестном направлении. Позже при большом столпотворении под плач стариков сбросили колокола. Бронзовые колокола глухо ударялись о землю, самый большой вошёл в неё, а другие разбивались. Осколки отправляли на переплавку. В краеведческом музее хранится осколок колокола с колокольни православного Никольского храма. Колокола сняли и с единоверческого Николаевского храма. Здание храма использовалось для общественных нужд. В начале 1990-х годов в одном из его помещений под слоями краски пролезла фреска с изображением Евтихия, патриарха Константинопольского.
В Никольской церкви, расположенной в районе Малого пруда, после переезда оттуда клуба разместили швейную и обувную мастерские. В конце 1940-х годов храм начали разбирать. В 1956 году на его месте построили новую школу.
Решением № 1589 Свердловского областного исполнительного комитета от 4 июля 1941 года в присутствии представителей поссовета и областной комиссии Воскресенский храм был закрыт. Всё имущество храма изъяли и вывезли в неизвестном направлении. Сначала здание использовалось для общественных нужд, затем было заброшено. Лишь через полвека церковь вновь была отреставрирована.

## Физкультура и спорт
В центре посёлка расположен стадион с футбольным полем, беговыми дорожками, волейбольной и баскетбольной площадками, который был полностью реконструирован в начале 2010-х годов. Рядом со стадионом также построена спортивная площадка начальной школы МАОУ «СОШ им. Арапова». На базе всей общеобразовательной школы существуют также спортивные залы.
В посёлке работает Детско-юношеская спортивная школа им. Зимина. 22 ноября 2014 года был торжественно открыт новый зал единоборств.

### Тропа здоровья
В восточной части Верх-Нейвинска расположена рекреационная зона, ежегодно прокладываются лыжные трассы протяжённостью 1, 2, 3 и 5 км. 16 декабря 2016 года состоялось открытие лыжной базы. Строительство объекта финансировало АО «Уралэлектромедь».
На «Тропе здоровья» ежегодно проводятся межмуниципальные лыжные соревнования памяти воина-интернационалиста Вячеслава Зимина.

## Экономика
Основное градообразующее предприятие Верх-Нейвинского — филиал «Производство сплавов цветных металлов» (ПСЦМ) АО «Уралэлектромедь» (до 1998 г. — самостоятельный Верх-Нейвинский завод вторичных цветных металлов, образованный на базе железоделательного завода).
С 2014 года также действует завод по переработке и утилизации промышленных и биологических отходов — ООО «Интер».
Также на территории посёлка расположены предприятия по ремонту и продаже автотранспорта, производственные базы строительных компаний:
- ООО «Ремонтно-эксплуатационное предприятие» — продажа стройматериалов;
- ООО «Зилтон» — ремонт крупной грузовой автомобильной техники;
- ООО «Сервис» — автосервис и другие.

На правом берегу реки Лобачёвки расположено предприятие по розливу и упаковке артезианской воды «Аква Чистая» ООО «Источник».
В Верх-Нейвинском работает АНО НПСПО «Благое дело».

## Планировка и застройка

### Функционально-планировочная структура[72]
Верх-Нейвинский представляет собой компактное жилое образование на северном берегу Верх-Нейвинского пруда, ограниченное с западной стороны железной дорогой, с севера — линией электропередач и трассой магистрального газопровода, с востока — грядой невысоких гор. Через посёлок с востока на запад проходит автомобильная дорога регионального значения 65К-1901140.
Историческое развитие застройки шло в трёх направлениях от планировочного центра — металлургического завода.
| Направление             | Описание                                                                                 |
| ----------------------- | ---------------------------------------------------------------------------------------- |
| Северное меридиональное | Вдоль русла реки Нейва и гряды невысоких холмов по Старой Рудянской дороге               |
| Южное меридиональное    | На склонах Миниховой горы вдоль берега пруда                                             |
| Восточное широтное      | Вдоль автодороги (ранее часть дороги на Кунару), связывающей посёлок с Серовским трактом |

Местная сеть автомобильных дорог является основой планировочной структуры, исторически сформированных кварталов. Второстепенные планировочные оси — автодороги местного значения, дополненные уличной сетью в частной застройке, обеспечивают внутренние связи с общественным центром и производственными объектами.
Кварталы пятиэтажной жилой застройки формируют главную улицу 8 Марта, по которой осуществляется въезд в посёлок. Двух- и трёхэтажная жилая застройка расположена по улицам Рабочей Молодёжи, Карла Маркса и Токарей. В посёлке преобладает одноэтажная частная застройка, в частности: в старом центре, на севере и юго-востоке посёлка.
Более поздняя застройка коттеджными домами велась в северо-восточном направлении на склонах холмов, живописно расположенных на территории посёлка. Коттеджная застройка, вписанная в лесной массив в районе улиц: Еловой, Нагорной, Ясной и Алексеевской — Восточный жилой массив — находится в стадии активной застройки. Планируется строительство индивидуальных домов на восточном склоне Берёзовой горы.
Исторический центр посёлка сложился рядом с территорией градообразующего предприятия — филиала ПСЦМ ОАО «Уралэлектромедь». Большая часть культурно-бытовых учреждений и памятников архитектуры размещается в центре посёлка. Вдоль главных улиц Ленина и 8 Марта расположены магазины и другие социальные объекты. Детский сад расположен в квартале секционной жилой застройки. В центре также располагается площадь Революции.

### Улицы и площади
| Название         | Тип      | Часть посёлка                                                 | Начало и конец | Протяжённость                                   | Прежние названия           |  |
| ---------------- | -------- | ------------------------------------------------------------- | --- | ----------------------------------------------- | -------------------------- |  |
| 1-я Берёзовая    | Улица    | Северо-восток                                                 | От ул. Червякова до стыка с ул. Яковлева и ответвлением от Берёзовой ул.                                                                                             | 720 м                                           |                            |  |
| 2-я Берёзовая    | Улица    | Северо-восток                                                 | От ответвления от ул. Баскова до стыка с ул. Зимина и дорогой, соединяющей улицы Зимина и Яковлева                                                                   | 800 м                                           |                            |  |
| 2-я Набережная   | Улица    | Юго-восток                                                    | От Набережной ул. до берега пруда | 200 м                                           |                            |  |
| 8 Марта          | Переулок | Восток                                                        | От ул. Ярославского до ул. Розы Люксембург | 275 м                                           |                            |  |
| 8 Марта          | Улица    | Центр, Восток                                                 | От ул. Ленина до выезда из посёлка (подъезд к Серовскому тракту) | 2300 м                                          |                            |  |
| Алексеевская     | Улица    | Восток                                                        | От Сосновой ул. до лесных массивов и Еловой ул. | 1060 м                                          |                            |  |
| Арапова          | Улица    | Север                                                         | От МАОУ «СОШ им. Арапова» до земель под ИЖС на севере посёлка | 1400 м                                          | Церковная, Пролетарская    |  |
| Бажова           | Улица    | Минихова гора                                                 | От скальных останцов на Миниховой горе до Советской ул. | ~280 м                                          |                            |  |
| Баскова          | Улица    | Сухая гора (Киндарейка), Лобачёвка, Север                     | От ул. Мира до газовой линии (Нового кладбища) | 1900 м (3200 м)                                 | Рудянская, Невьянская      |  |
| Береговая        | Улица    | Побережье реки Нейвы                                          | От ул. Школьной до ул. Ленина | 300 м                                           |                            |  |
| Берёзовая        | Улица    | Северо-восток                                                 | От ул. Червякова до ул. Нагорной | ~950 м                                          |                            |  |
| Вересовая        | Улица    | Восток                                                        | От ул. Мира до ул. 8 Марта | 570 м                                           |                            |  |
| Восточная        | Улица    | Юго-восток                                                    | От ул. Металлургов до правого берега реки Первой | 300 м                                           |                            |  |
| Демидова         | Улица    | Северо-восток                                                 | От Берёзовой ул. до Нагорной ул., северо-восточнее СНТ «Рассвет» (в процессе строительства)                                                                          | 570 м                                           |                            |  |
| Демьяна Бедного  | Переулок | Север                                                         | От ул. Карла Маркса до ул. Баскова | 300 м                                           |                            |  |
| Демьяна Бедного  | Улица    | Север                                                         | От ул. Карла Маркса до поймы реки Лобачёвки | 600 м                                           |                            |  |
| Евдокимова       | Улица    | Берег Верх-Нейвинского пруда, многоэтажный сектор, Сухая гора | От ул. Некрасова до Нагорной ул. | 1200 м                                          | Сталина                    |  |
| Еловая           | Улица    | Восток                                                        | От ул. Калинина до лесных массивов | 1000 м                                          |                            |  |
| Зимина           | Улица    | Северо-восток                                                 | От стыка со 2-й Берёзовой ул. и дорогой, ведущей от ул. Яковлева, до лесных массовов на востоке посёлка                                                              |                                                 |                            |  |
| Калинина         | Переулок | Восток                                                        | От ул. Ярославского (Калинина) до ул. Ключевой | 260 (130) м                                     |                            |  |
| Калинина         | Улица    | Центр, Восток                                                 | От ул. Карла Маркса до ул. Сосновой | 1100 м                                          |                            |  |
| Карла Либкнехта  | Улица    | Минихова гора, берег Верх-Нейвинского пруда                   | От гаражного сектора по ул. Просвещения до устья реки Кедровки | 530 м                                           |                            |  |
| Карла Маркса     | Переулок | Север                                                         | От ул. Ленина до ул. Карла Маркса | 230 м                                           |                            |  |
| Карла Маркса     | Улица    | Центр, Север                                                  | От ул. Калинина до берега реки Лобачёвки | 1700 м                                          | Большая проезжая, Рыночная |  |
| Кедровый         | Переулок | Восток                                                        | От ул. Нагорной (Мира) до ул. Ярославского | 550 (450) м                                     |                            |  |
| Ключевая         | Улица    | Восток                                                        | От Кедрового пер. до ул. Вересовой | 350 м                                           |                            |  |
| Комсомольская    | Улица    | Центр, Юг                                                     | От ул. Ленина до ул. Ломоносова | 1000 м                                          | Правительственная          |  |
| Куйбышева        | Улица    | Склон Миниховой горы                                          | От ул. Советской до ул. Евдокимова | 550 м                                           |                            |  |
| Ленина           | Улица    | Центр, Север                                                  | От Миниховой горы до въезда в СНТ «Нейва-С» (Сады № 5) | 2700 м                                          | Тестовая, Центральная      |  |
| Лесная           | Улица    | Юго-восток                                                    | От ул. Розы Люксембург до берега реки Первой | 440 м                                           |                            |  |
| Ломоносова       | Улица    | Юг                                                            | От Слюдяного мыса до ул. Некрасова | 580 м                                           |                            |  |
| Луговая          | Улица    | Северо-запад                                                  | От бывшего автопредприятия до заболоченной местности в левобережье Нейвы                                                                                             | 400 м                                           |                            |  |
| Мартьянова       | Улица    | Запад                                                         | От ул. Щекалёва до бывшего автопредприятия | 780 м                                           | Заре́ка                     |  |
| Металлургов      | Улица    | Юго-восток                                                    | От Лесной ул. до берега реки Первой | 350 м                                           |                            |  |
| Мира             | Переулок | Восток                                                        | От Нагорной ул. до пер. Строителей | 300 м                                           |                            |  |
| Мира             | Улица    | Центр, Восток                                                 | От ул. Ленина до лесных массивов и Нагорной ул. | 1500 м                                          | Кунарская, Ворошилова      |  |
| Молодёжный       | Переулок | Северо-восток                                                 | От Нагорной ул. до ул. Зимина | 370 м                                           |                            |  |
| Набережная       | Улица    | Юго-восток                                                    | От пер. Розы Люксембург до берега реки Первой | 330 м                                           |                            |  |
| Нагорная         | Улица    | Предгорья Сухой горы                                          | От ул. Баскова до лесных массивов | 2000 м                                          |                            |  |
| Нейвинская       | Улица    | Побережье реки Нейвы                                          | По обоим берегам реки Нейвы от плотины Малого пруда до заболоченной местности в левобережье реки                                                                     | ~300 м (правая сторона), ~400 м (левая сторона) |                            |  |
| Некрасова        | Улица    | Юг                                                            | От Советской ул. до ул. Евдокимова | 500 м                                           | Слудно                     |  |
| Октябрьская      | Улица    | Запад                                                         | От коммунально-складской зоны до заболоченной местности рядом с железнодорожной линией                                                                               | 480 м                                           | Зарека                     |  |
| Октябрьский      | Переулок | Запад                                                         | От Октябрьской ул. до ул. Тююшева | 550 м                                           | Зарека                     |  |
| Просвещения      | Переулок | Склон Миниховой горы                                          | От ул. Просвещения до ул. Евдокимова | 250 м                                           |                            |  |
| Просвещения      | Улица    | Центр, Минихова гора, Юг                                      | 4 участка: от берега Верх-Нейвинского пруда до ул. Куйбышева, от ул. Куйбышева до ул. Карла Либкнехта, от Миниховой горы до ул. 8 Марта, от ул. Калинина до ул. Мира | ~900 м                                          |                            |  |
| Пушкина          | Улица    | Юг                                                            | От ул. Ломоносова до ул. Некрасова | 650 м                                           |                            |  |
| Рабочей Молодёжи | Улица    | Центр                                                         | От ул. Ленина до Таватуйской ул. | 550 м                                           |                            |  |
| Революции        | Площадь  | Центр                                                         | |                                                 |                            |  |
| Розы Люксембург  | Переулок | Юго-восток                                                    | От ул. 8 Марта до ул. Набережной | 250 м                                           |                            |  |
| Розы Люксембург  | Улица    | Юго-восток                                                    | От ул. Евдокимова до лесных массивов | 860 м                                           |                            |  |
| Сапожникова      | Улица    | Северо-восток                                                 | (В процессе строительства) |                                                 |                            |  |
| Советская        | Улица    | Склон Миниховой горы                                          | От ул. Бажова до ул. Некрасова | 480 м                                           |                            |  |
| Солнечный        | Переулок | Северо-восток                                                 | От Нагорной ул. до ул. Зимина | 300 м                                           |                            |  |
| Сосновая         | Улица    | Восток                                                        | От ул. Калинина до ул. 8 Марта | 400 м                                           |                            |  |
| Строителей       | Переулок | Восток                                                        | От ул. Евдокимова до Кедрового пер. | 250 м                                           |                            |  |
| Счастья          | Переулок | Северо-восток                                                 | От Нагорной ул. до лесных массивов |                                                 |                            |  |
| Таватуйская      | Улица    | Юг                                                            | От ул. Рабочей Молодёжи до скалы Крутяк | 600 м                                           |                            |  |
| Токарей          | Улица    | Юго-восток                                                    | От пер. Розы Люксембург до корта и лесных массивов | 370 м                                           |                            |  |
| Троицкая         | Улица    | Северо-восток                                                 | (В процессе строительства) |                                                 |                            |  |
| Троицкий         | Переулок | Северо-восток                                                 | (В процессе строительства) |                                                 |                            |  |
| Тююшева          | Улица    | Левый берег Нейвы                                             | От ул. Щекалёва до Малого пруда | 400 м                                           | Зарека                     |  |
| Успенская        | Улица    | Северо-восток                                                 | (В процессе строительства) |                                                 |                            |  |
| Уральская        | Улица    | Северо-восток                                                 | (В процессе строительства) |                                                 |                            |  |
| Уральский        | Переулок | Северо-восток                                                 | (В процессе строительства) |                                                 |                            |  |
| Червякова        | Улица    | Сухая гора, Берёзовая гора                                    | От берёзовой рощи близ СНТ «Юбилейный» до поля проведения массовых мероприятий                                                                                       | ~500 м                                          | Берёзовая                  |  |
| Школьная         | Улица    | Центр                                                         | От ул. Ленина до автомобильного моста через Нейву | 300 м                                           |                            |  |
| Щекалёва         | Улица    | Юго-запад                                                     | От АЗС «Formula I» до КПП № 1 Новоуральска или до моста через Бунарку                                                                                                | 1100 м                                          | Кооперативная              |  |
| Энгельса         | Улица    | Запад                                                         | От ул. Щекалёва до бывшего автопредприятия | 850 м                                           | Зарека                     |  |
| Яковлева         | Улица    | Северо-восток                                                 | От стыка с 1-й Берёзовой ул. и дорогой-ответвлением от Берёзовой ул. до Нагорной ул.                                                                                 | 420 м                                           |                            |  |
| Ярославского     | Улица    | Восток                                                        | От района многоэтажной застройки до Сосновой улицы | 580 м                                           |                            |  |
| Ясная            | Улица    | Восток                                                        | От ул. 8 Марта до междуквартального прохода | 300 м                                           |                            |  |
| Ясный            | Переулок | Восток                                                        | От Ясной улицы до лесного массива | 100 м                                           |                            |  |

Кроме того, данным территориальным единицам соответствуют также территории: СНТ «Восход», СНТ «Дружба», СНТ «Заречное», СНТ «Металлург», СНТ «Нейва-С», СНТ «Рассвет», СНТ «Юбилейный».

### Жилищный фонд
Жилищный фонд Верх-Нейвинского представлен одноэтажной индивидуальной жилой застройкой усадебного типа и многоквартирными двух-, трёх- и пятиэтажными жилыми домами постройки 1950—1960-х и 1970—1990-х гг., расположенными в квартале улиц 8 Марта — Калинина — Ленина, а также на берегу Верх-Нейвинского пруда по ул. Рабочей Молодёжи. В 1955 году был построен первый 12-квартирный жилой дом по ул. Ленина, 54. Дома для работников завода по ул. Рабочей Молодёжи построены в 1956 году. В 1969 году построен первый пятиэтажный жилой дом по ул. Ленина, 18 и магазин «Малахит». С 1974 года строятся пятиэтажные жилые дома в центральной части посёлка. Последние пятиэтажные дома были сданы в начале 2000-х гг.
Последний трёхэтажный 23-квартирный дом построен и сдан в 2010-х гг.
Преобладает частная недвижимость в многоквартирных и индивидуальных жилых домах (около 90 %). Около 10 % недвижимости распределено между муниципальной и кооперативной. Государственной недвижимости не имеется.
Уровень благоустройства жилищного фонда (центральное отопление, горячее и холодное водоснабжение, водоотведение, газ, вывоз мусора и электроэнергия) составляет 70 %.
Существующая индивидуальная жилая застройка расположена в основном вдоль реки Нейва и берега Верх-Нейвинского пруда, частично — на осваиваемых территориях. Новое индивидуальное жилищное строительство в границах населённого пункта в настоящее время ведётся на вновь отведённых участках в основном в северном и восточном направлениях от существующей застройки. На восточном склоне Берёзовой горы, севернее СНТ «Рассвет» планируется застройка индивидуальными домами. Площадь каждого участка под застройку составляет 1500—2000 м². На балансе администрации имеются свободные земельные участки в северо-восточной части посёлка. Ведётся работа по бесплатному предоставлению молодым семьям участков в целях индивидуального жилищного строительства.

## Инженерная инфраструктура

### Водоснабжение и водоотведение
Источник хозяйственно-питьевого водоснабжения посёлка — Верх-Нейвинский пруд. Он также используется для водоснабжения Новоуральска и промышленных предприятий. Контроль качества вод Верх-Нейвинского пруда в месте питьевого водозабора осуществляется лабораторией МУП «Водоканал» г. Новоуральска.
Водозаборные сооружения расположены на западном берегу пруда. Фильтровальные станции расположены на одной площадке с водозаборными сооружениями. Подача воды в посёлок осуществляется от узла учёта, расположенного в районе рынка по водоводу диаметром 300 мм, далее вода подается к узлу учёта, расположенному на территории предприятия «ПСЦМ». Водовод пересекает железную дорогу, проходит по территории завода, что усложняет условия эксплуатации и затрудняет возможность ликвидации аварий. На пром. площадке завода водовод расходится на 2 ветки: Южную и Северную, диаметром 150 мм каждая.
Жители одноэтажной индивидуальной застройки пользуются водой из водоразборных колонок и шахтных колодцев. В посёлке 28 водоразборных колонок и 24 пожарных гидранта. Около 500 домов пользуются шахтными колодцами и скважинами. Предприятия пользуются общей водопроводной сетью. Водопроводная сеть не обеспечивает потребности населения как по качеству, так и по количеству воды, что требует реконструкции системы водоснабжения.
Транспортировка сточных вод до очистных сооружений осуществляется наружными сетями водоотведения (протяжённостью 16 881 м — 5516 м самотечных и 11 365 м напорных сетей) и двумя канализационными насосными станциями. Сети водоотведения выполнены из стальных и чугунных труб. Напорные коллекторы от КНС-1 до очистных сооружений канализации Новоуральска проложены по болоту, пересекают 8 железнодорожных путей и автодороги, находятся в аварийном состоянии. Износ сетей составляет 80—100 %.

### Теплоснабжение
Источником централизованного теплоснабжения Верх-Нейвинского является новая муниципальная котельная (ул. Карла Маркса, 12). Типы установленных котлов: ДКВМ 10,8/8, КВГМ 11,63-95, ДКВР 6,5/13, ДКВР 20/13. Пароводяные котлы используются для деаэрации питательной воды и отпуска теплоносителя в сеть потребителям через теплообменники. Подпитка осуществляется технической водой из Верх-Нейвинского пруда. Основное топливо — газ, резервное — мазут. Для котельных установлены санитарно-защитные зоны. В посёлке 5 тепловых пунктов.

### Газоснабжение
Газоснабжение потребителей посёлка осуществляется природным газом северных месторождений Тюменской области, подаваемым по двум газопроводам-отводам диаметрами 500, 300 мм от магистральных газопроводов диаметрами 1200, 800 мм до ГРС пгт Верх-Нейвинский, расположенной севернее посёлка, производительностью 100 тыс. м³/ч. От ГРС газ по газопроводу высокого давления II категории подаётся в котельную завода, до газорегуляторных пунктов, а также в Новоуральск.
Газопровод высокого давления от ГРС диаметром 219 мм проходит по ул. Ленина, далее диаметром 159 мм по улицам Мира и Евдокимова. В посёлке находятся 4 газорегуляторных пункта.

### Электроснабжение
Через городской округ транзитом проходят высоковольтные линии электропередачи СУГРЭС — Песчаная 1, Калининская — Песчаная, Первомайская — Салда-1, Первомайская — Салда-2 (220 кВ) и СУГРЭС — Кировград (110 кВ). Для линий установлены охранные зоны.
Источник электроснабжения Верх-Нейвинского — электроподстанция закрытого типа ГПП 110/6 кВ ПСЦМ, которая запитывается по двум ЛЭП 110 кВ Рудянка — Вторцветмет и Рудянка — Школьная. От ГПП 110/6 кВ кабельными линиями 6 кВ запитан распределительный пункт ТП-13. Также от ГПП 110/6 кВ мимо ТП-13 проходят три фидера до РУ 6 кВ на пл. Революции, 6. От ТП-13 и РУ получают питание трансформаторные подстанции 6/0,4 кВ пгт Верх-Нейвинский. В посёлке 17 трансформаторных подстанций. Потребление электроэнергии жилищно-коммунальным сектором: около 1 МВт. Протяжённость электрических сетей составляет: кабельные линии 0,4 кВ — 8 км, 6 кВ — 12 км, воздушные линии 0,4 кВ — 148 км, 6 кВ — 24 км.

## СМИ, связь и телекоммуникации

### Печать
Основной печатный источник Верх-Нейвинского — бесплатная газета общественно-политической тематики «Верх-Нейвинский вестник». Газета выходит ежемесячно с 25 декабря 2001 года и распространяется при поддержке филиала «ПСЦМ» АО «Уралэлектромедь».
Также распространены: корпоративная пресса АО «Уралэлектромедь» — газета «За медь», выпускаемая в Верхней Пышме; новоуральские газеты-еженедельники «Нейва» и «Наша городская газета»; областные и всероссийские печатные источники.
С 2011 года в Воскресенском храме выходит православная газета «Светлица».

### Телевидение и радиовещание
Кроме федеральных и региональных телеканалов в Верх-Нейвинском вещает канал местного телевидения соседнего Новоуральска — «ЭХО-ТВ. Новоуральск» (Новоуральская вещательная компания). Вещает цифровое телевидение. Крупнейшие операторы телевещания в Верх-Нейвинском: «Ростелеком» и «УГМК-Телеком».
Радиостанций на территории Верх-Нейвинского нет. Вещает 11 эфирных радиостанций Новоуральска частот FM и одна Интернет-радиостанция.

### Телефония и Интернет
Телефонизация Верх-Нейвинского осуществляется от квазиэлектронной автоматической телефонной станции, расположенной по адресу: пл. Революции, 5. Находится в ведомственном подчинении Верх-Нейвинскому участку связи ООО «УГМК-Телеком». Общее количество номеров: более 1700 (монтированная ёмкость — до 2000). Телефонный код единый для Верх-Нейвинского и Новоуральского городских округов: +7 343 70. Телефонные номера, состоящие из пяти цифр (так как население обоих округов в сумме не превышает 100 000 чел.), в Верх-Нейвинском начинаются на 5.
Интернет-провайдеры, предоставляющие свои услуги в Верх-Нейвинском: «Convex», «Ростелеком», «УГМК-Телеком».

### Сотовая связь
В Верх-Нейвинском действуют сети шести операторов сотовой связи: «Билайн», «МегаФон», «МТС», «Tele2 Россия», «Yota» и «Мотив». На территории посёлка расположены три сотовые вышки.